# Rotterdamse museumtrams

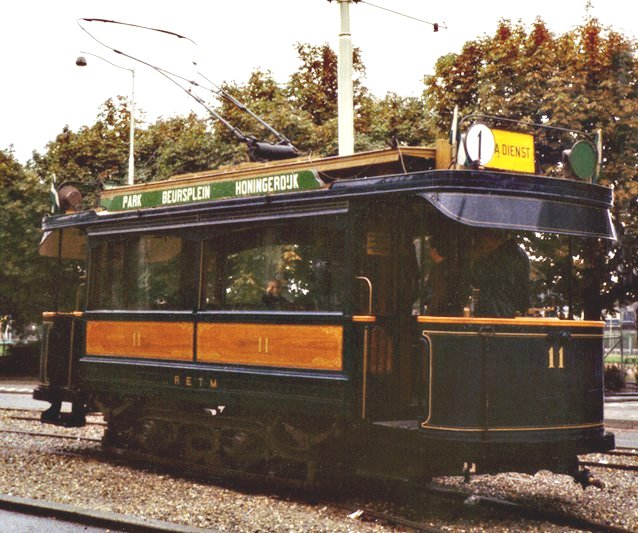
RETM-motorwagen 11 (bouwjaar 1905) als museumtram bij Diergaarde Blijdorp; 1983.

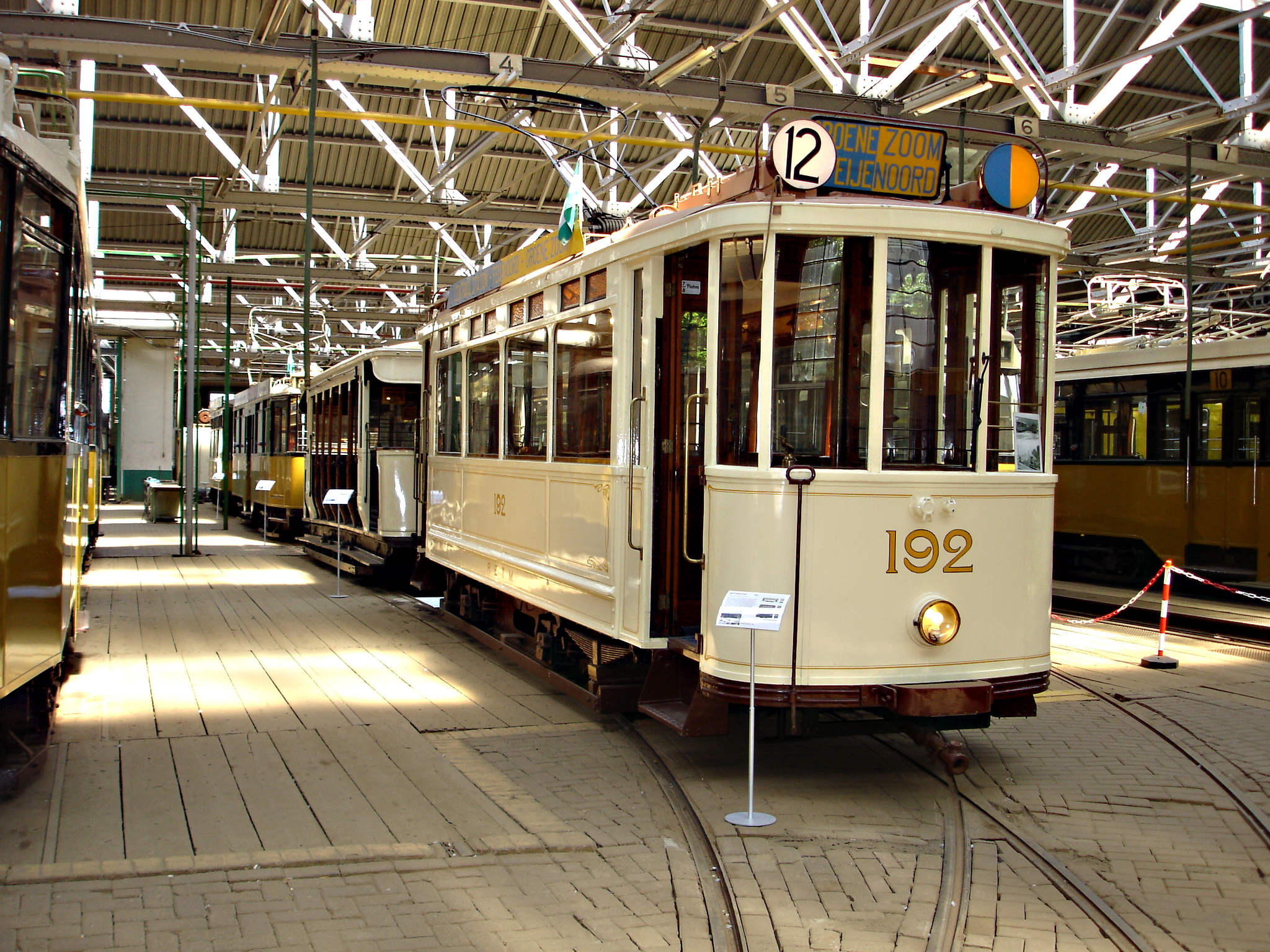
RETM-motorwagen 192 (bouwjaar 1921) in het Trammuseum Rotterdam.

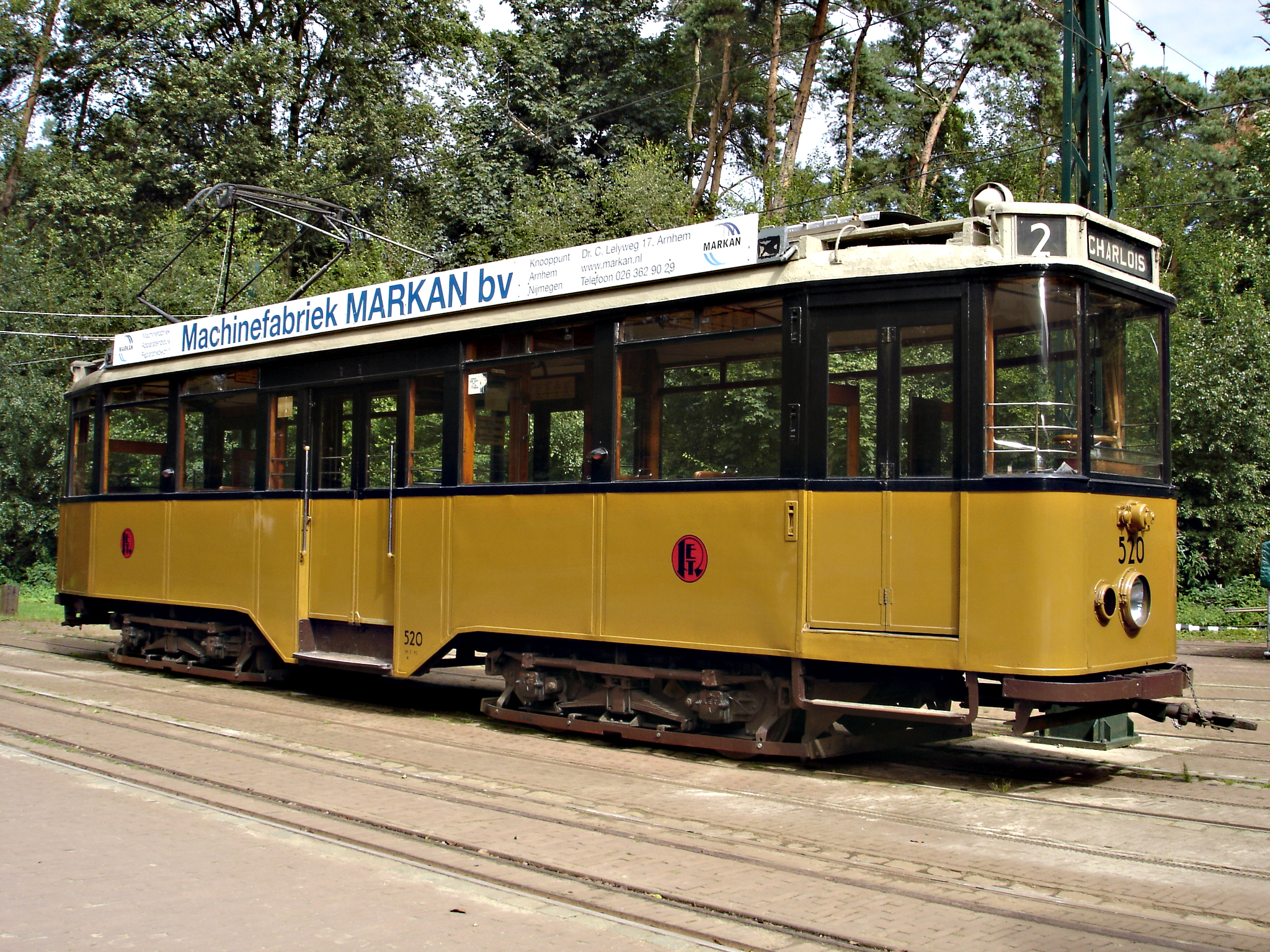
RET 520 op de Tramlijn Nederlands Openluchtmuseum in Arnhem.

De stichting RoMeO is een organisatie die zich bezighoudt met de exploitatie van oude trams, metro's en bussen in Rotterdam en staat voor "Rotterdams Openbaar Vervoer museum en Exploitatie van Oldtimers".
RoMeO is opgericht in 1997 en bundelt de activiteiten van verschillende organisaties die zich al voordien bezighielden met de historie van het Rotterdamse openbaar vervoer. Hierin is een samenwerking opgezet van de Tramweg-Stichting (TS), Stichting Veteraan Autobussen (SVA) en het Openbaar Vervoer Museum (OVM). Dit in nauwe samenwerking met de Rotterdamse Elektrische Tram (RET). In 2023 gingen de organisaties verder onder de naam Rotterdams Openbaar Vervoer Museum.

## Activiteiten
De belangrijkste activiteiten zijn:
- Restauratie van trams en metrorijtuigen (5024 en 5217) in de remise Hillegersberg. Zie: Rotterdams Openbaar Vervoer Museum
- Restauratie van autobussen in de garage Sluisjesdijk. Zie: Rotterdamse museumbussen
- Tram Museum Rotterdam (TMR) in de remise Delfshaven (sluiting 26 september 2010)
- Tram Museum Rotterdam (TMR) in de remise Hillegersberg (opening 2 april 2011)
- Openbaar Vervoer Museum (OVM) in metrostation Oostplein (inmiddels gesloten)
- Exploiteren van historische trams en bussen, waarmee onder andere de citytour, lijn 10, gereden wordt.

Op 17 mei 2016 maakte de RET bekend afstand te willen doen van de remise Hillegersberg waar de trams onderhouden worden, gestald staan en het trammuseum is gevestigd. De ritten van de historische tramlijn 10 staan op de tocht..

## Historisch trammaterieel
De collectie museumtrams in Rotterdam bestaat uit het volgende materieel. Het grootste deel bevindt zich in het Rotterdams Openbaar Vervoer Museum te Hillegersberg.
De volgende trams vormen het museumbestand van de stichting RoMeO:
- 1 paardenomnibus met paard: 111
- 2 paardentrams: 188, 514
- 9 motorwagens: 1, 11, 15, 86, 109 (r), 115, 119, 123, 130, 556
- 3 bijwagens: 284, 327, 1042
- 4 enkelgelede trams: 242 (r), 608, 749, 819
- 2 dubbelgelede trams: 385, 1624
- 1 werkwagen: 2025
  - (r) = in restauratie.

De volgende trams vormen het museumbestand van de Tramweg-Stichting, afdeling Rotterdam:
- 6 motorwagens: 192, 210, 220, 303, 408, 509 (r)
- 1 bijwagen: 387 (r); met wagenbak van motorwagen 178
- 2 bijwagens: 1008, 1355
- 2 werkwagens: 545, 2302
  - (r) = in restauratie.

De stichting RoMeO beschikt voorts over trams die officieel geen museumtram zijn maar (na herstel) wel bestemd zijn voor museumtramritten:
- 8 motorwagens: 491, 504, 515, 522, 523, 537, 542 (r), 565
- 3 bijwagens: 1001, 1020, 1040
- 1 enkelgelede tram: 606 (restauranttram)
- 4 enkelgelede trams: 717, 741, 834, 840
- 7 dubbelgelede trams: 368 (thematram), 373, 1605 (thematram), 1614, 1616, 1628 (thematram), 1629 (restauranttram / 'Rottertram'; in januari 2025 naar Amsterdam-Noord)
  - (r) = in restauratie.

Verder beschikt RoMeO nog over:
- 1 instructiewagen: 2101
- 6 werkwagens: 2410, 2411, 2412, 2413, 2603, 2605
- 2 metrotreinstellen: 5024, 5217.

Als plukwagen is nog aanwezig:
- 1 dubbelgelede tram: 1635.

Ook zijn er drie simulators, dit zijn afgezaagde koppen van afgevoerde wagens:
- 816, de ZGT-simulator, alle drukknopjes en schakelaartjes zijn aangesloten, dit is de meest realistische simulator
- 363, de Düwag-simulator, hierin werken alleen de basisfuncties
- 5201, de metro-simulator, hierin is niets aangesloten, dit is een statisch object in de A-kop van 5201.

### Rotterdamse trams elders
- Bij de Electrische Museumtramlijn Amsterdam: motorwagen: 507
- Bij de Tramlijn Nederlands Openluchtmuseum: motorwagens: 520, 535, 536, gelede wagen 631, bijwagen 1050
- Bij Ricas / G4s Zoetermeer: 1602
- Bij Falc Nuteck Maasvlakte: 841 (voorheen de 1626, maar dankzij RoMeO is de 841 opgeknapt en geruild met de 1626)
- De 1610 is overgebracht naar Camping Land uit Zee in Andijk (West-Friesland), om te dienen voor 'bed and breakfast'.
- De 1629 is in januari 2025 opgeslagen in een loods in Amsterdam-Noord.

## Afbeeldingen

### Museumtrams in de Remise Hillegersberg

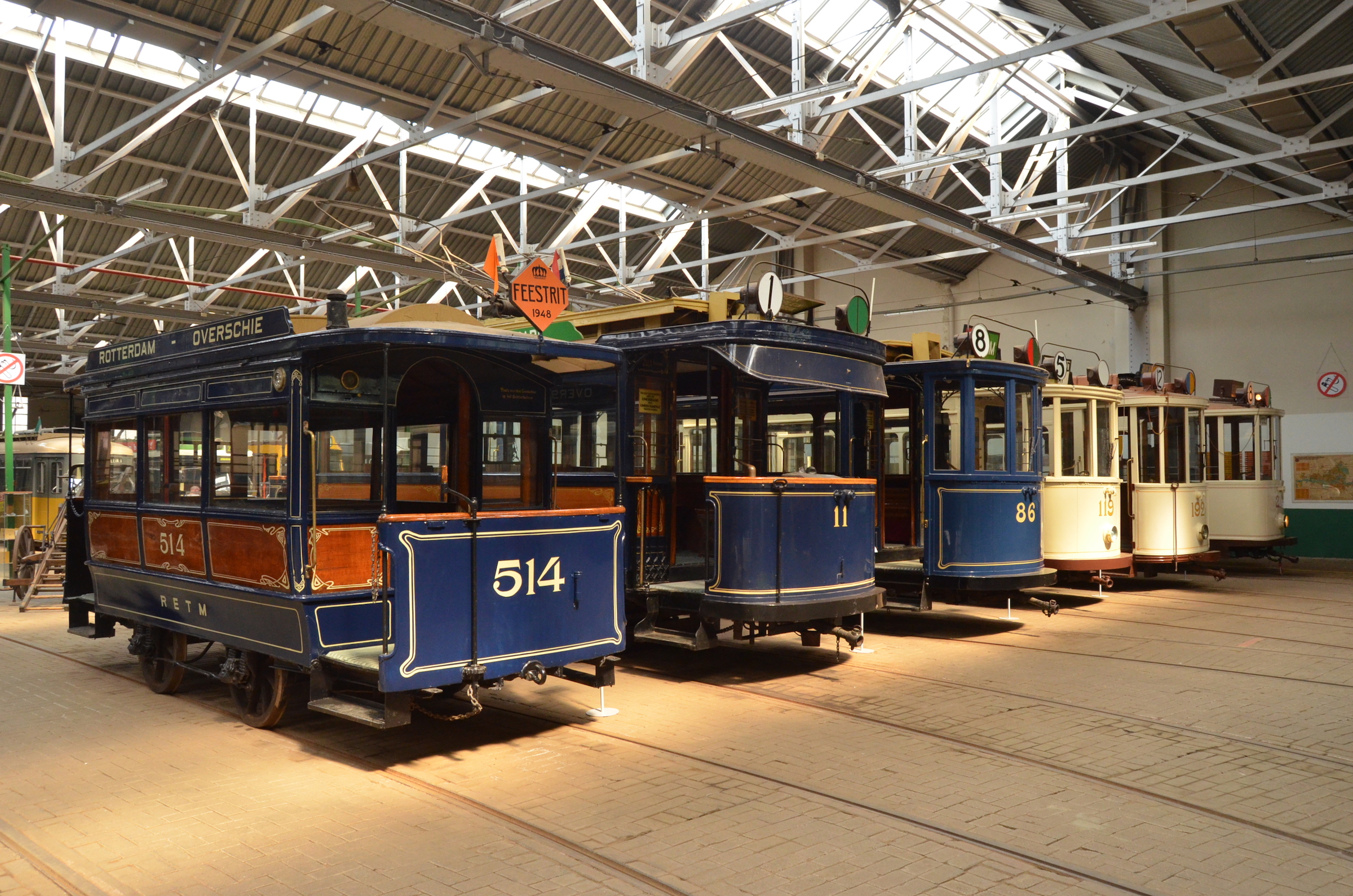
RETM paardentram 514, motorwagens 11, 86.
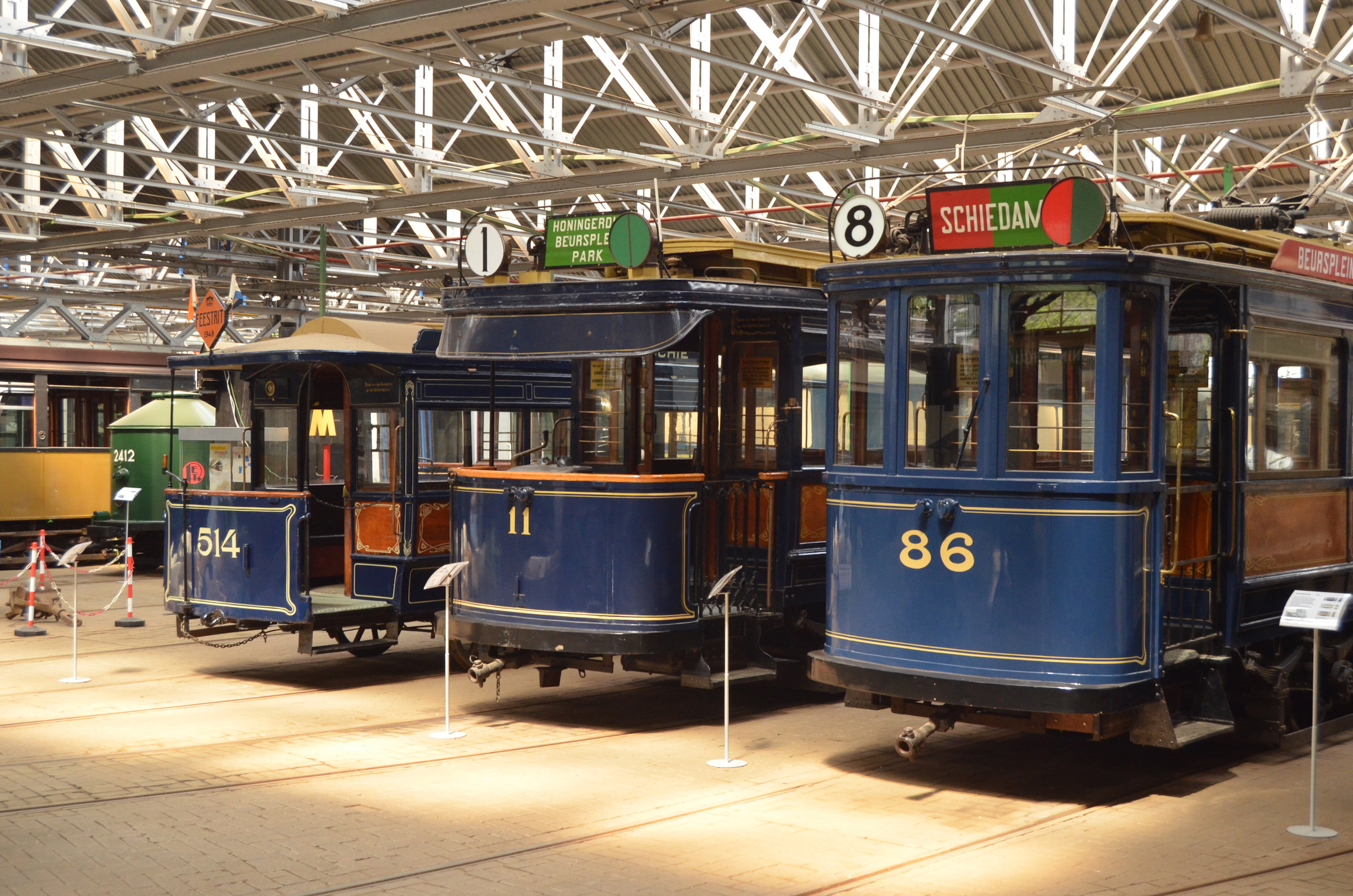
RETM motorwagens 86, 11, paardentram 514 (v.r.n.l).
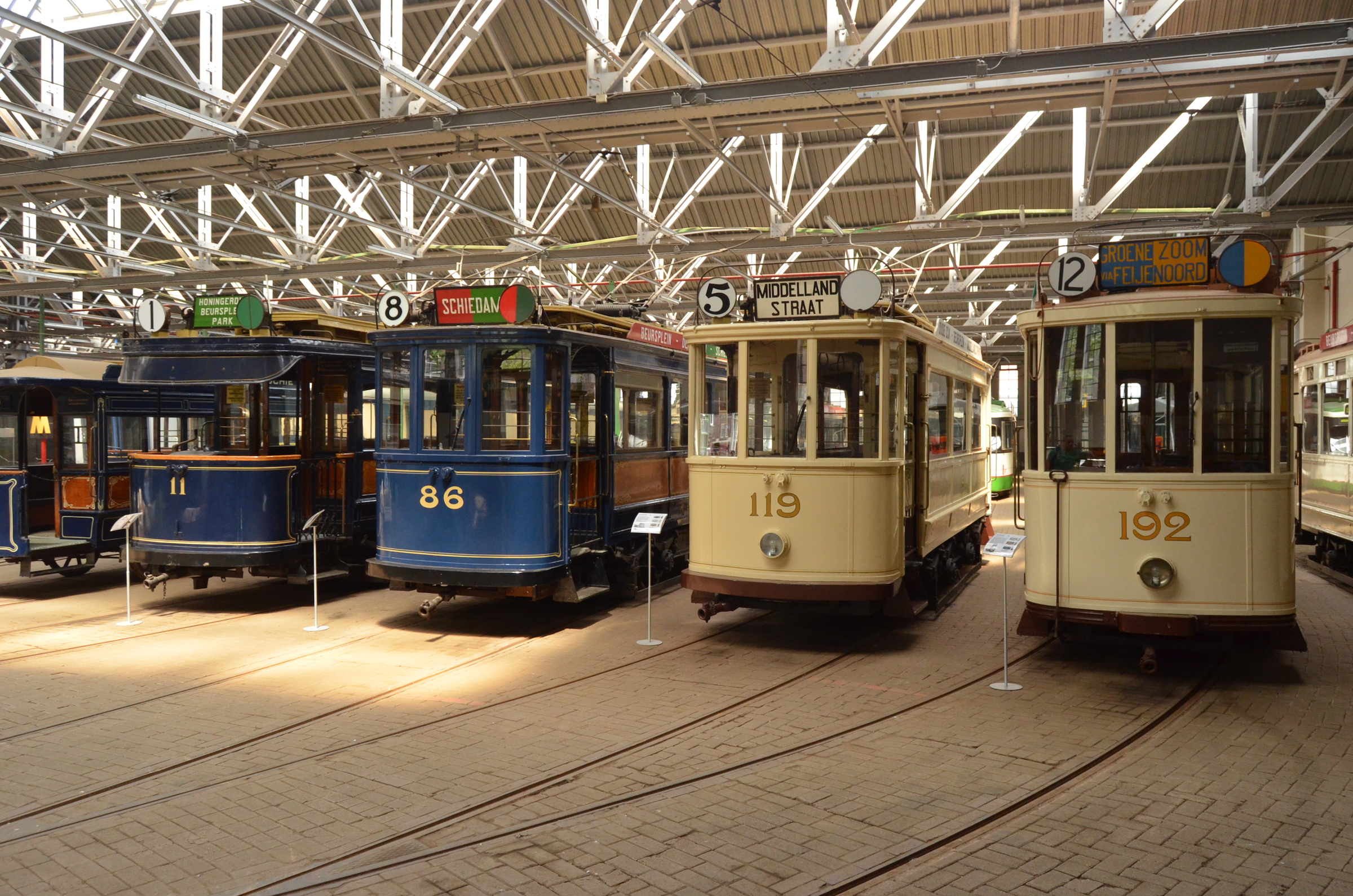
RETM motorwagens 11, 86, 119, 192.
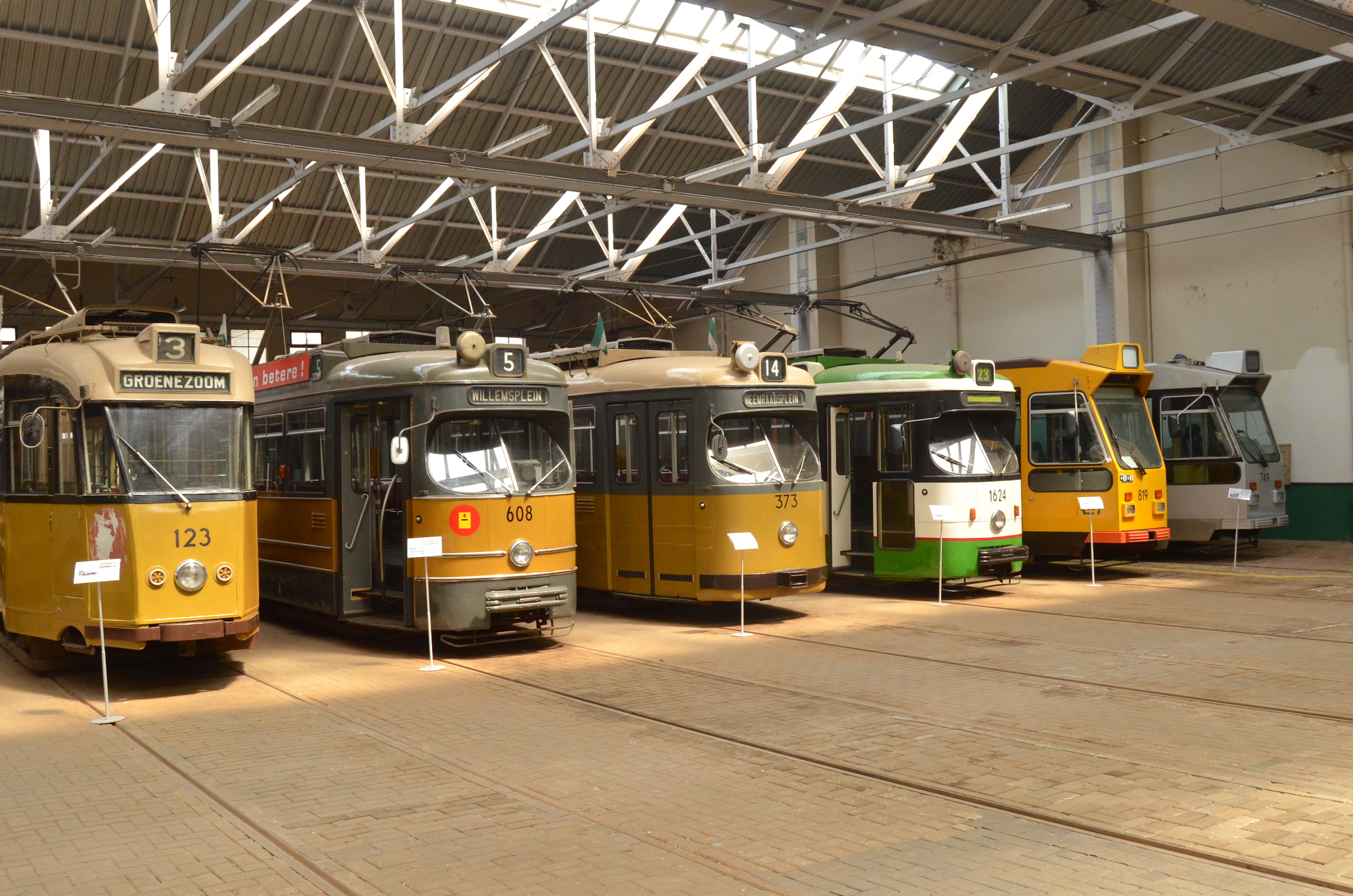
RET motorwagens 123, 608, 373, 1624, 819, 749.
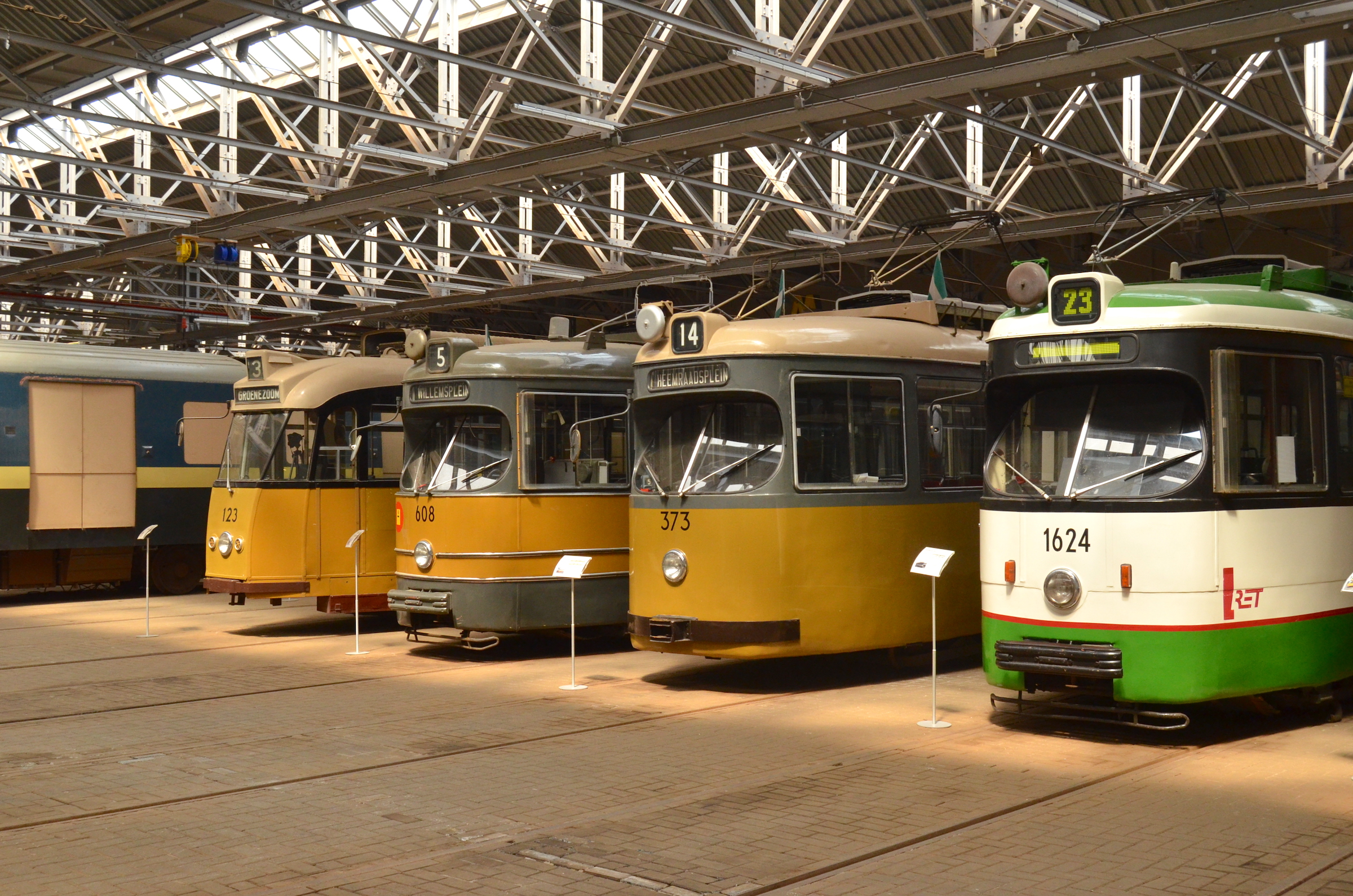
RET motorwagens 1624, 373, 608, 123 (v.r.n.l).
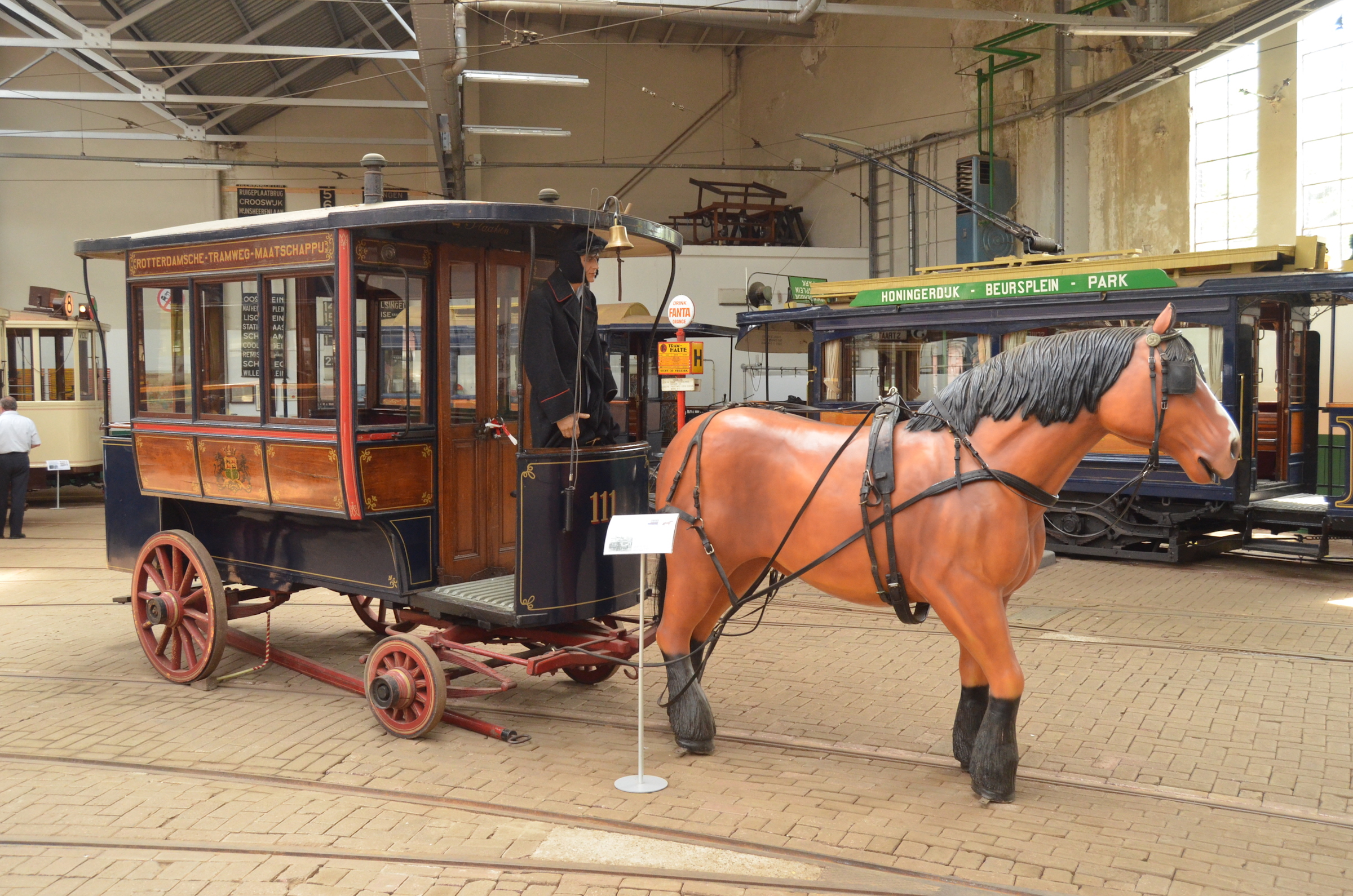
Paardenomnibus 111 met paard.
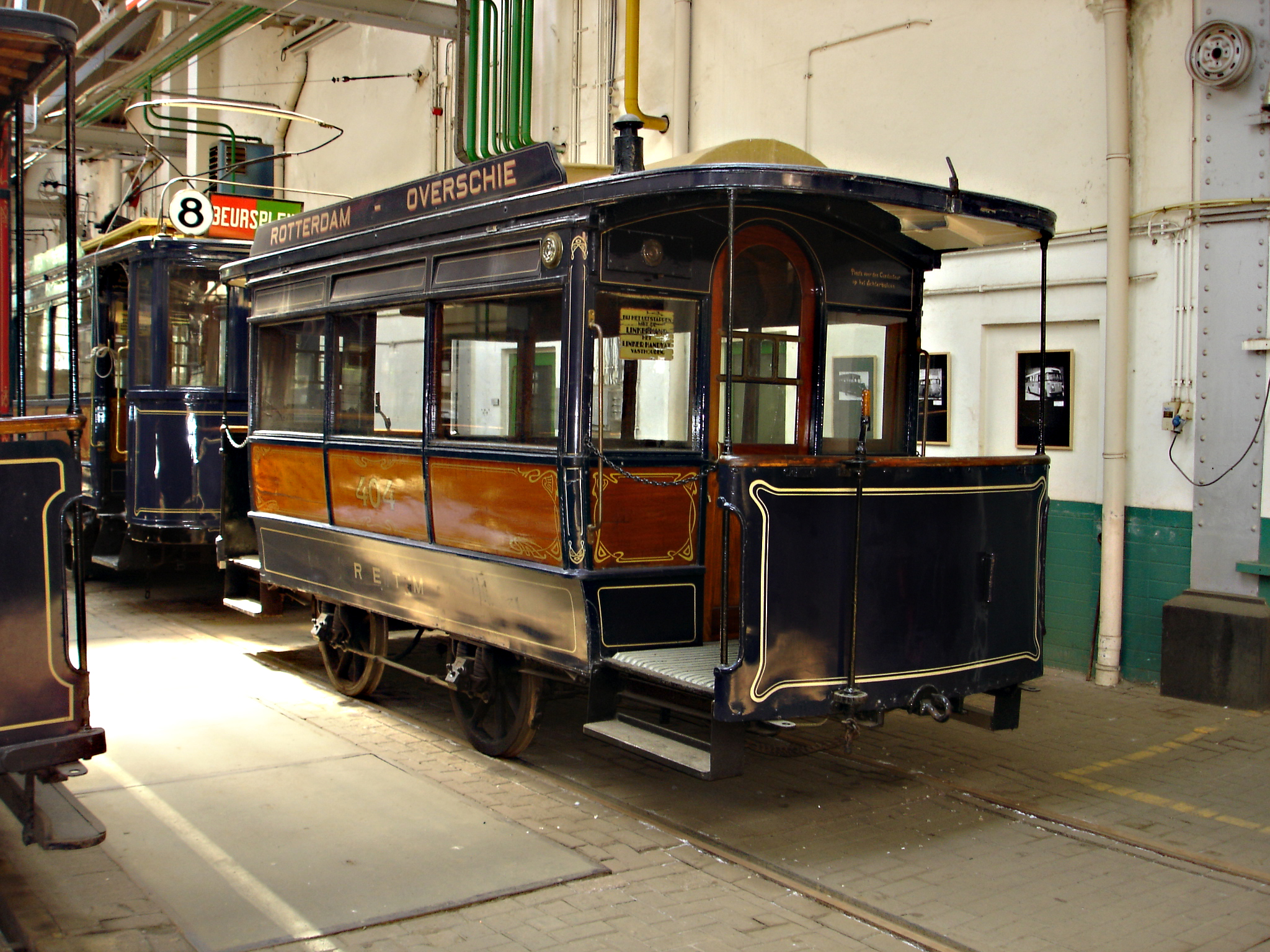
Paardentram 514 (voorheen 404) in originele staat.
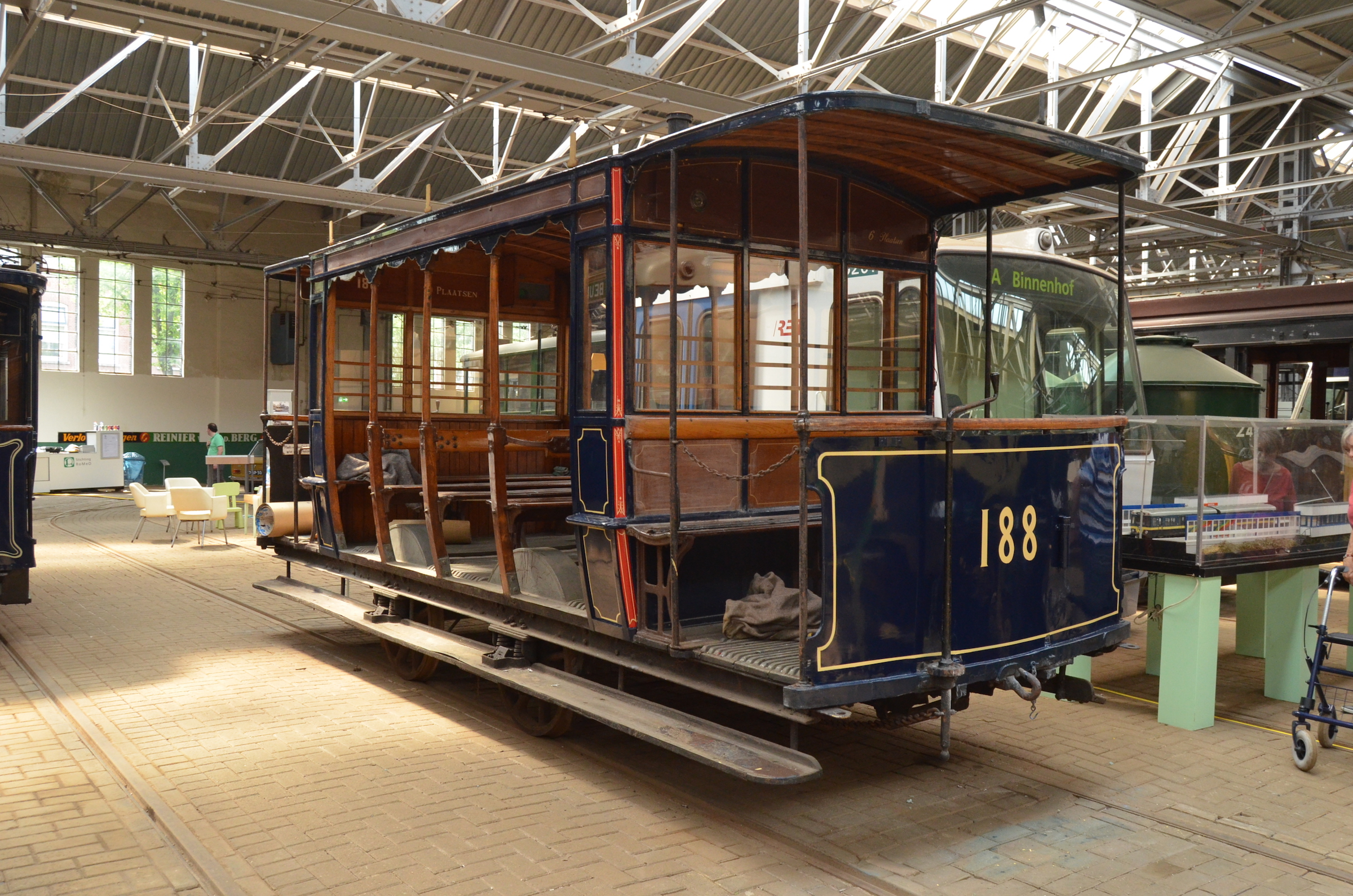
Open bijwagen RETM 188.
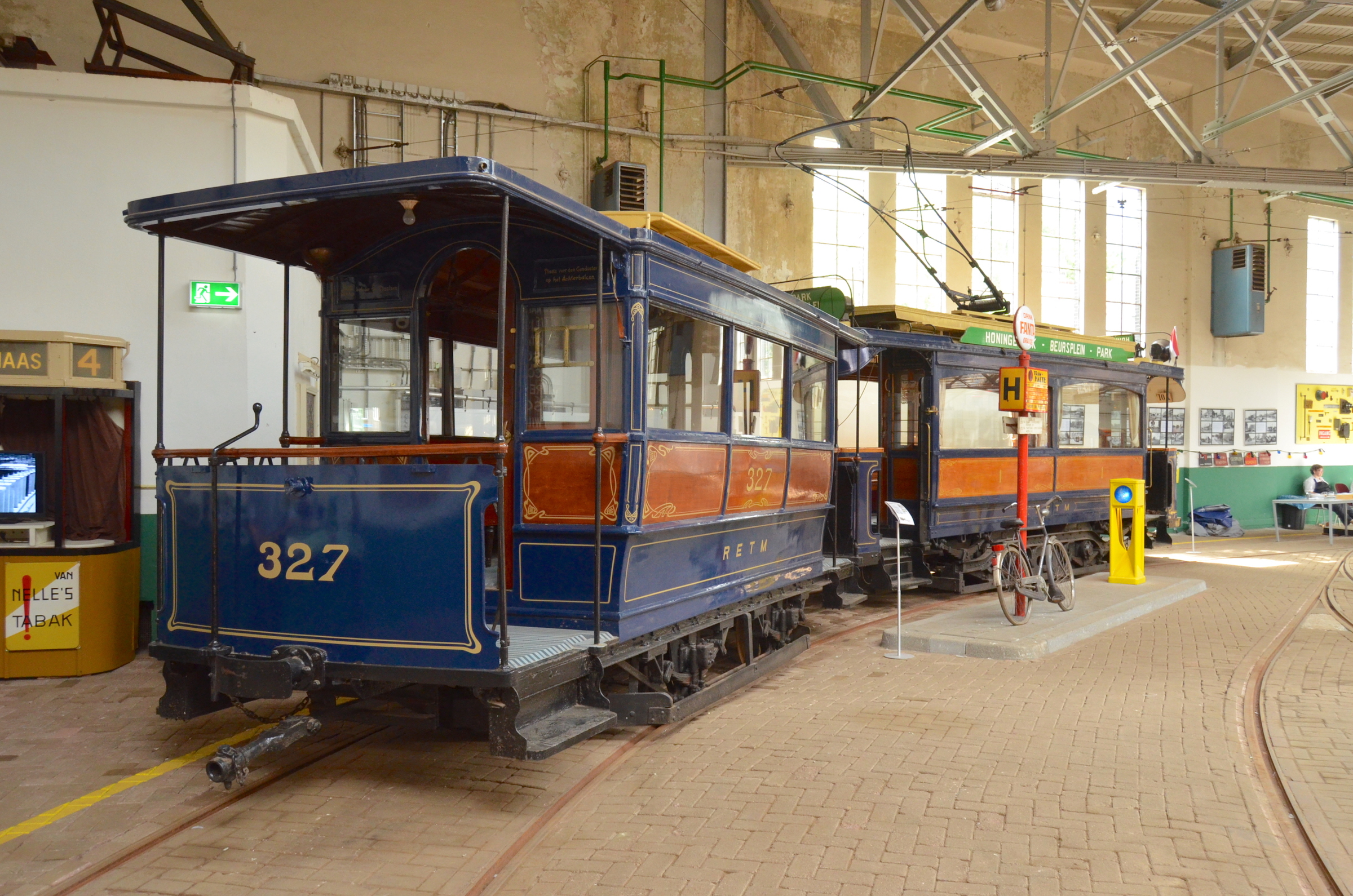
Bijwagen RETM 327.
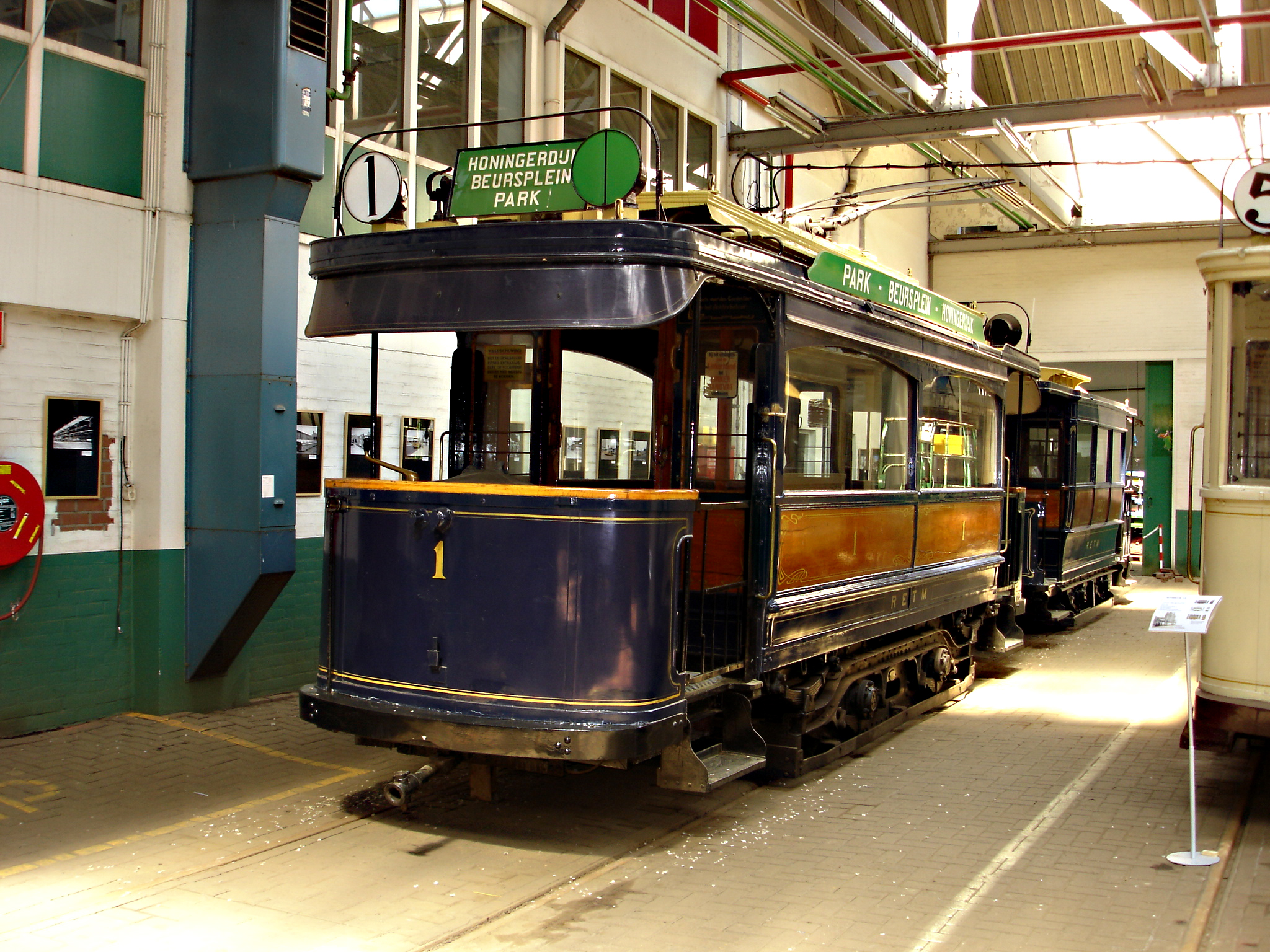
Motorwagen RETM 1 in originele staat zonder glasbalkon als lijn 1.
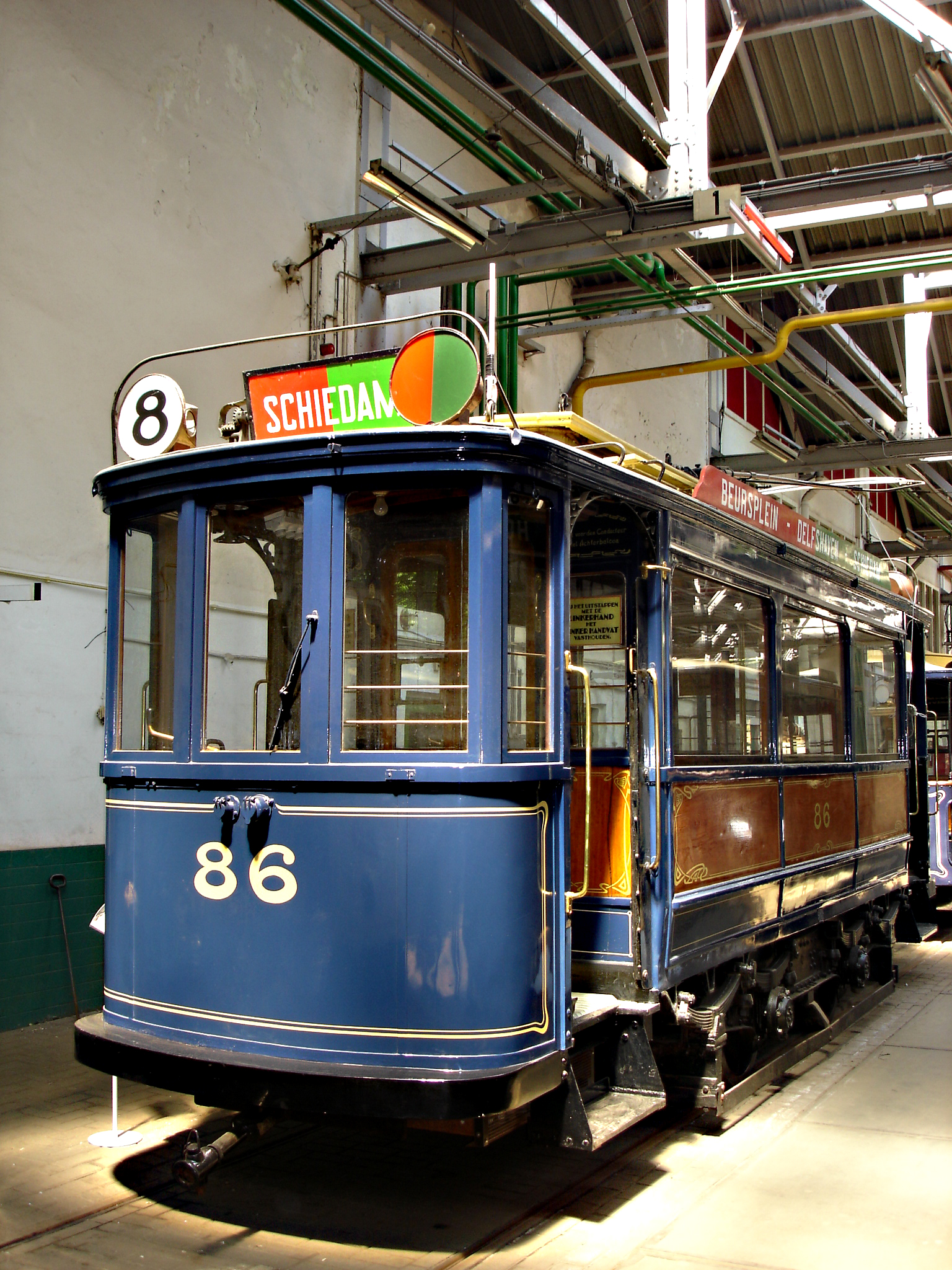
Motorwagen RETM 86 in originele staat als lijn 8.
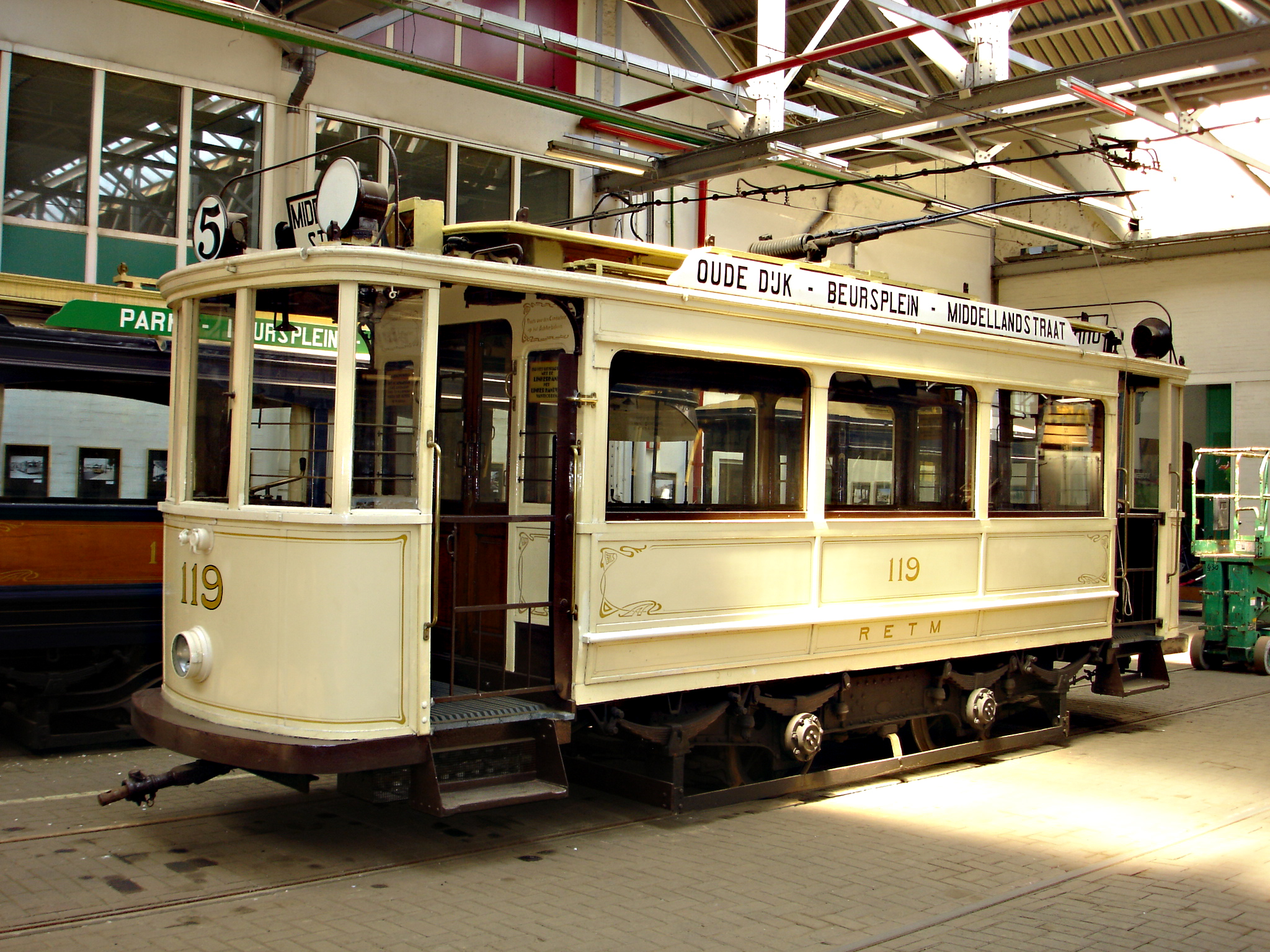
Motorwagen RETM 119 in originele staat als lijn 5.
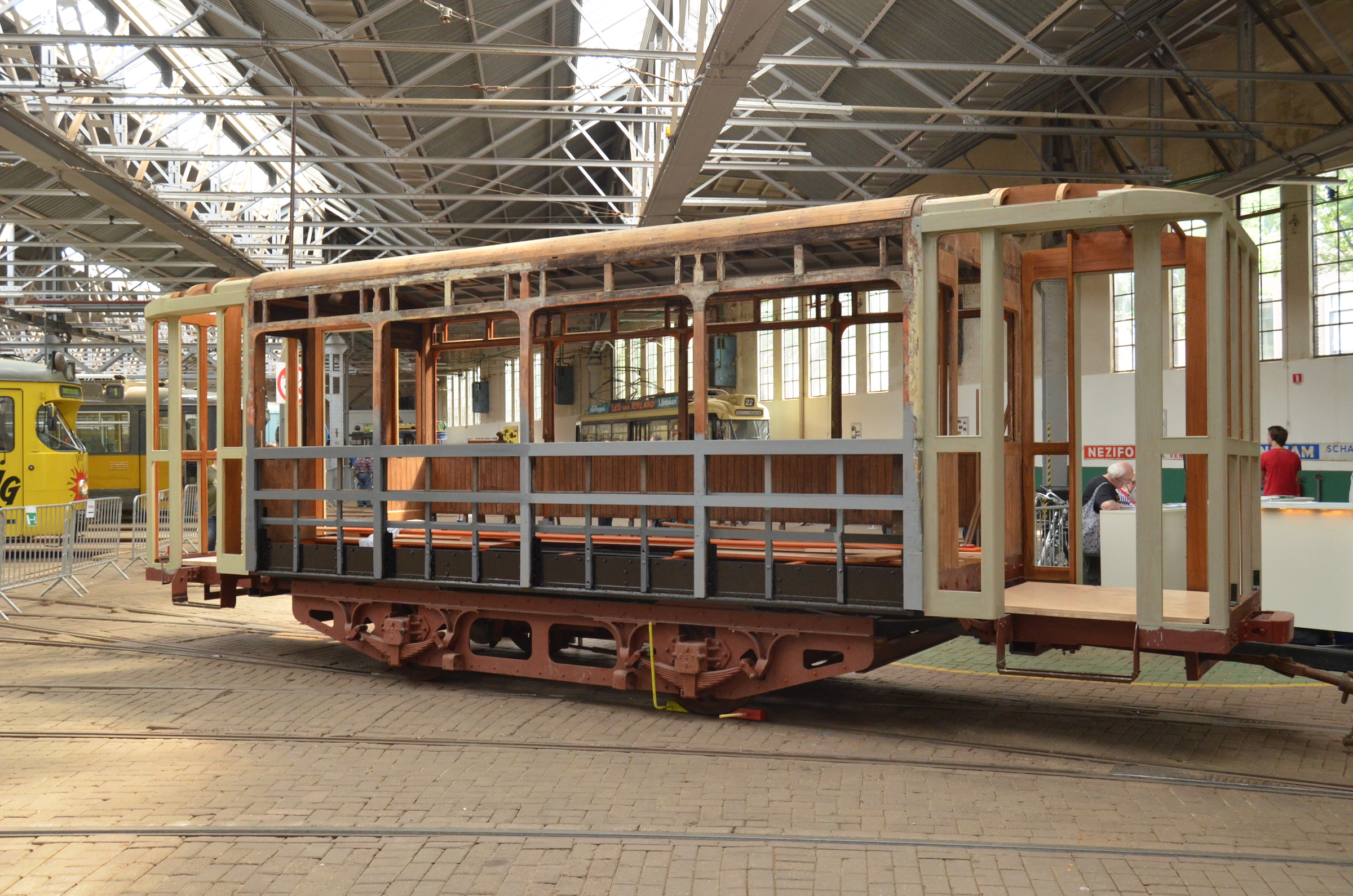
Bijwagen RETM 387 in restauratie naar de originele staat.
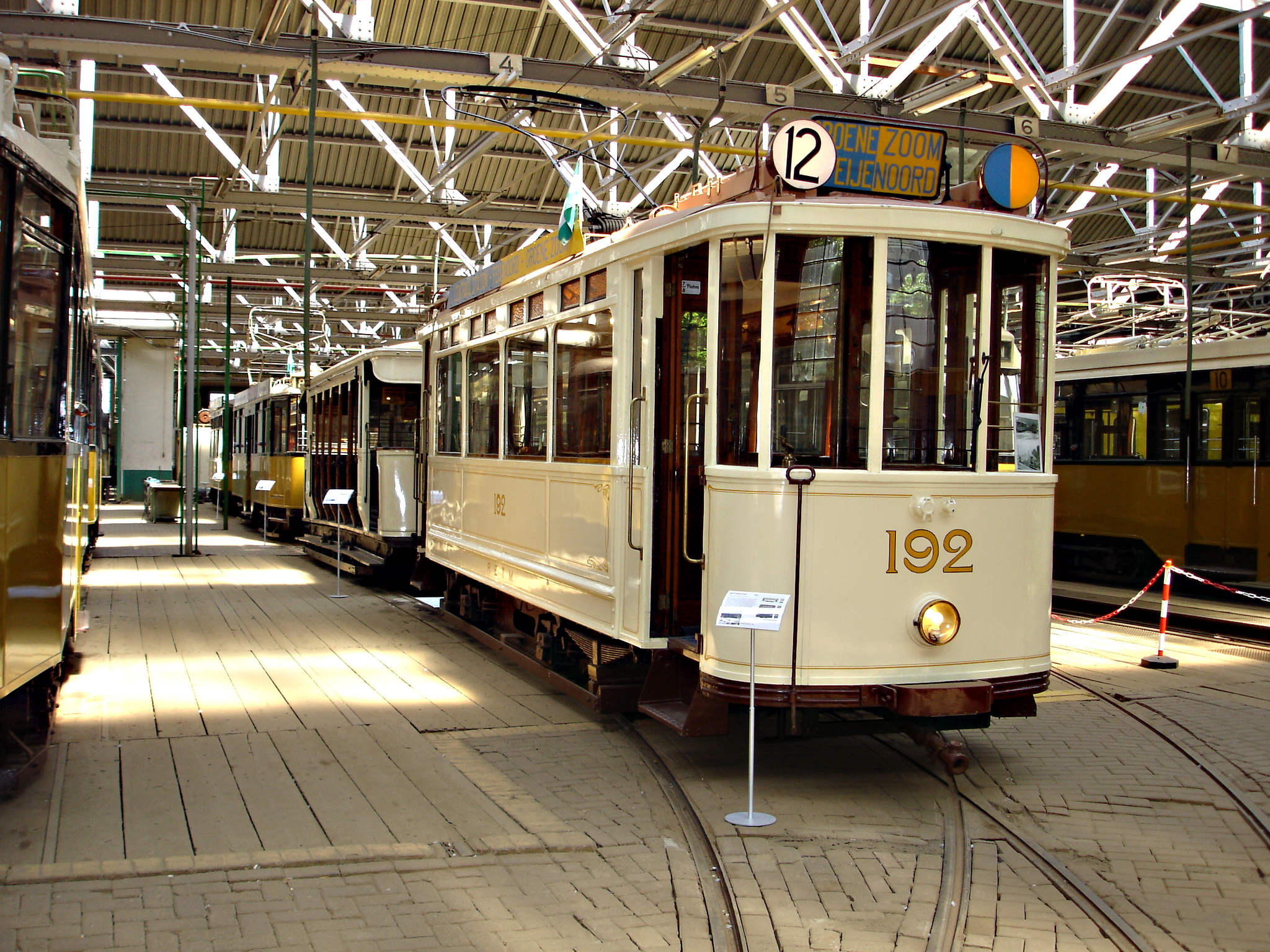
Parkwagen RETM 192 in originele staat als lijn 12.
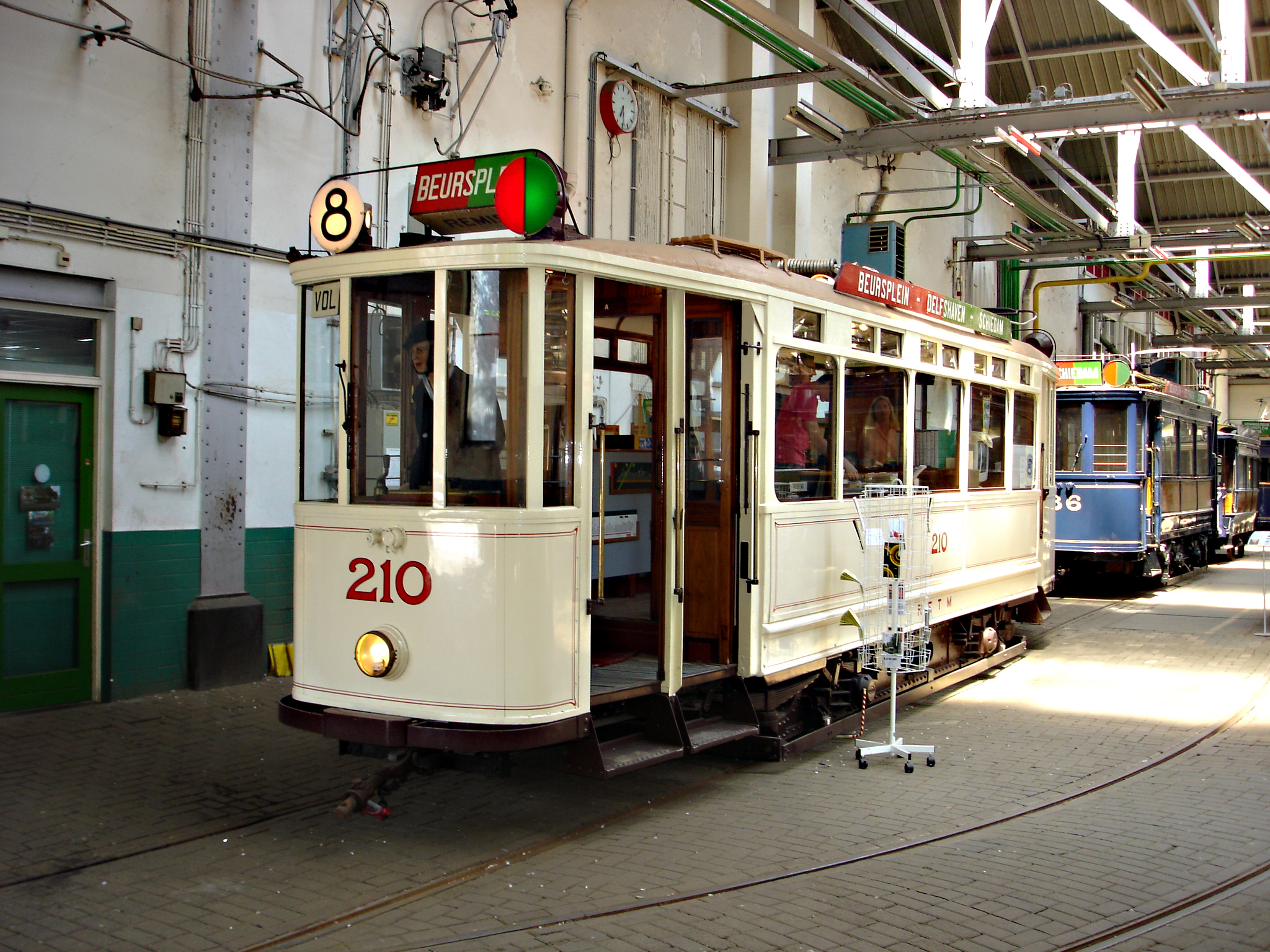
Delmez-motorwagen RETM 210, in originele staat als lijn 8, is tevens verkoopwagen.
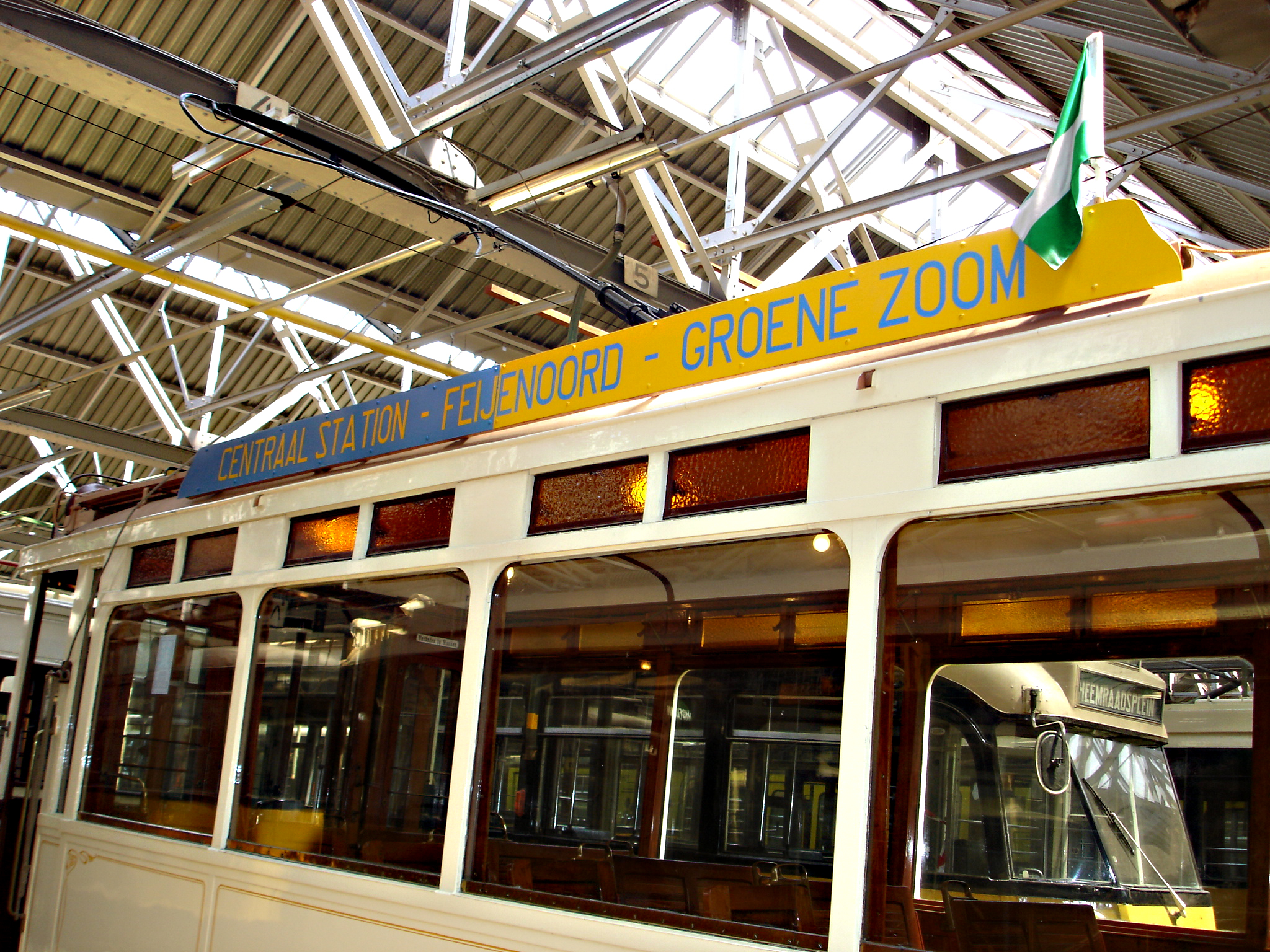
Zijkoersbord op motorwagen RETM 192 met de lijnkleuren van lijn 12: blauw-geel.
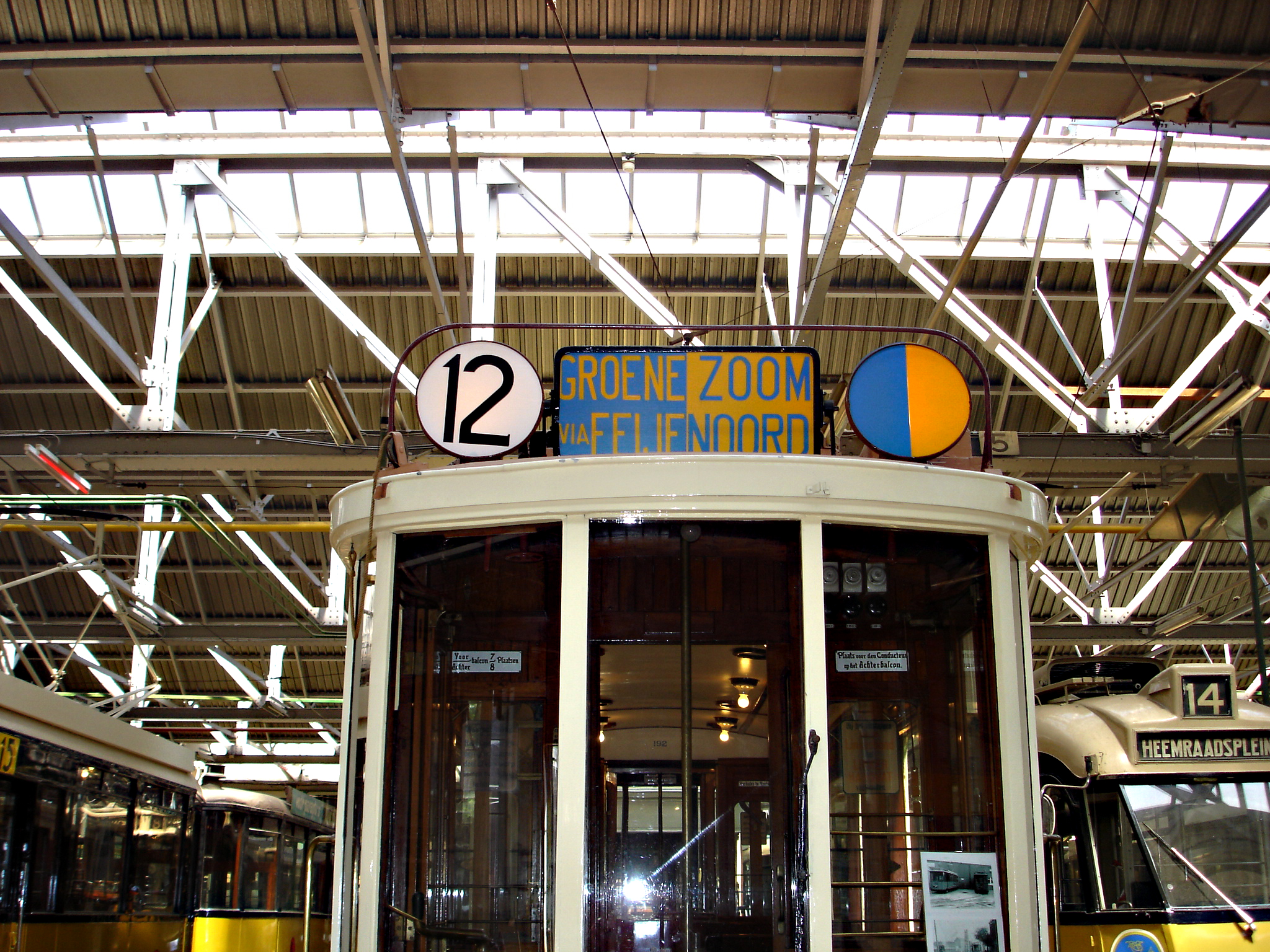
Koersbord op motorwagen 192 met de bestemmingen en lijnkleur van lijn 12. De lijnkleuren waren o.a. bedoeld voor analfabeten zodat ook zij 'hun' lijn konden herkennen.
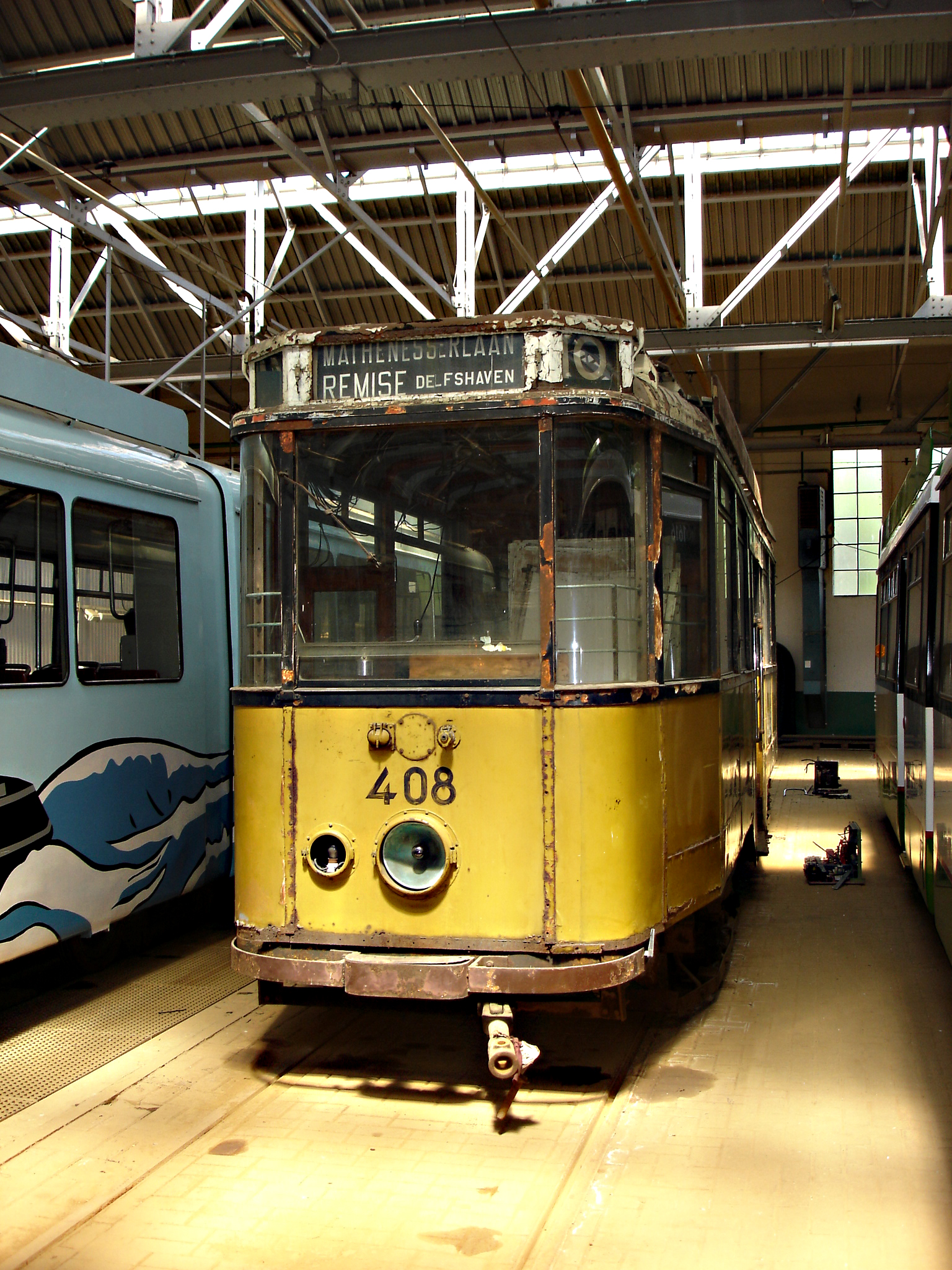
Motorwagen RET 408, het oudste bewaard gebleven exemplaar van de serie 401-570, moet nog gerestaureerd worden.
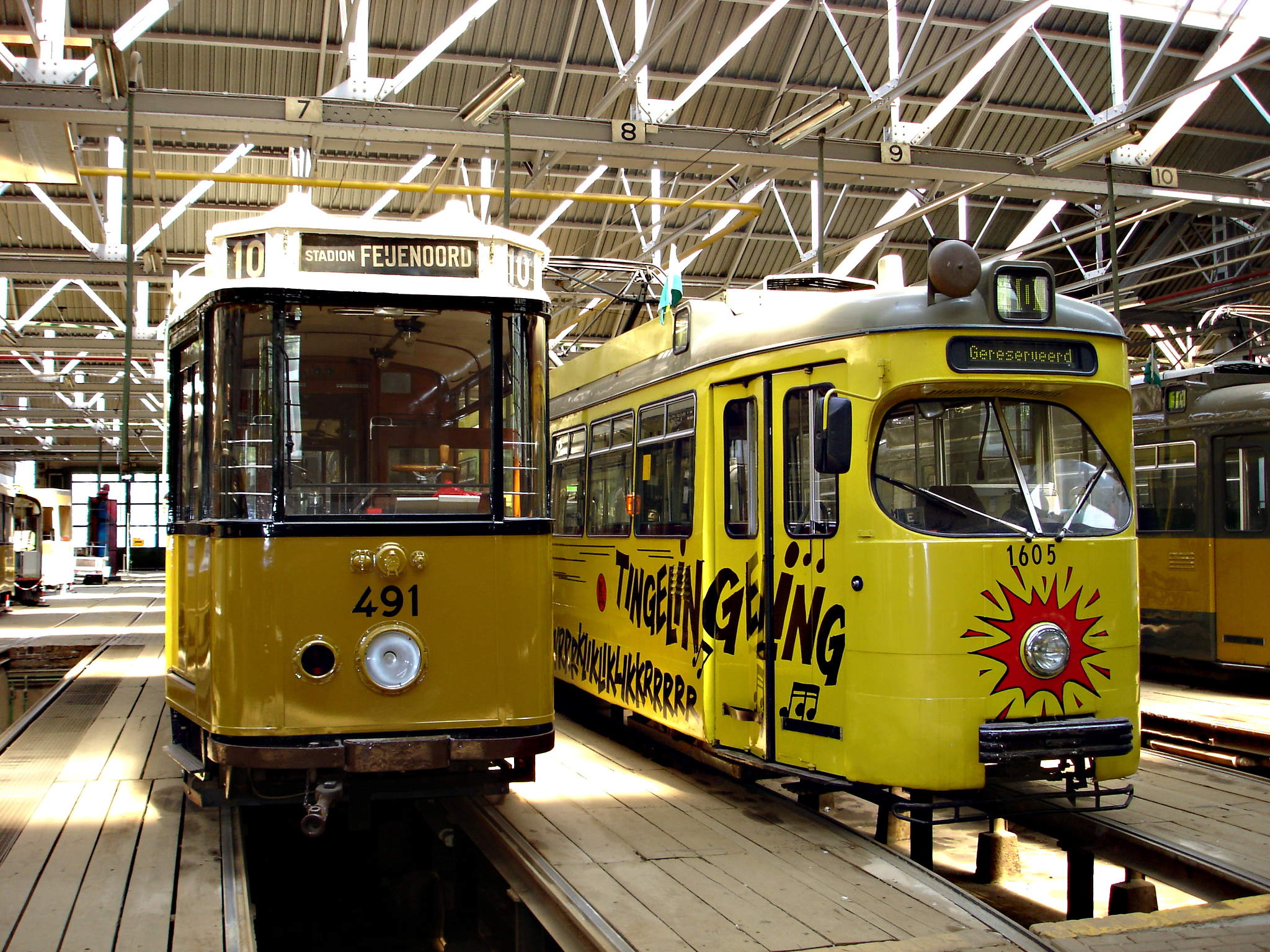
De gerestaureerde motorwagen 491 naast Werkspoor 'Tingelingeling'-gelede thematram 1605.
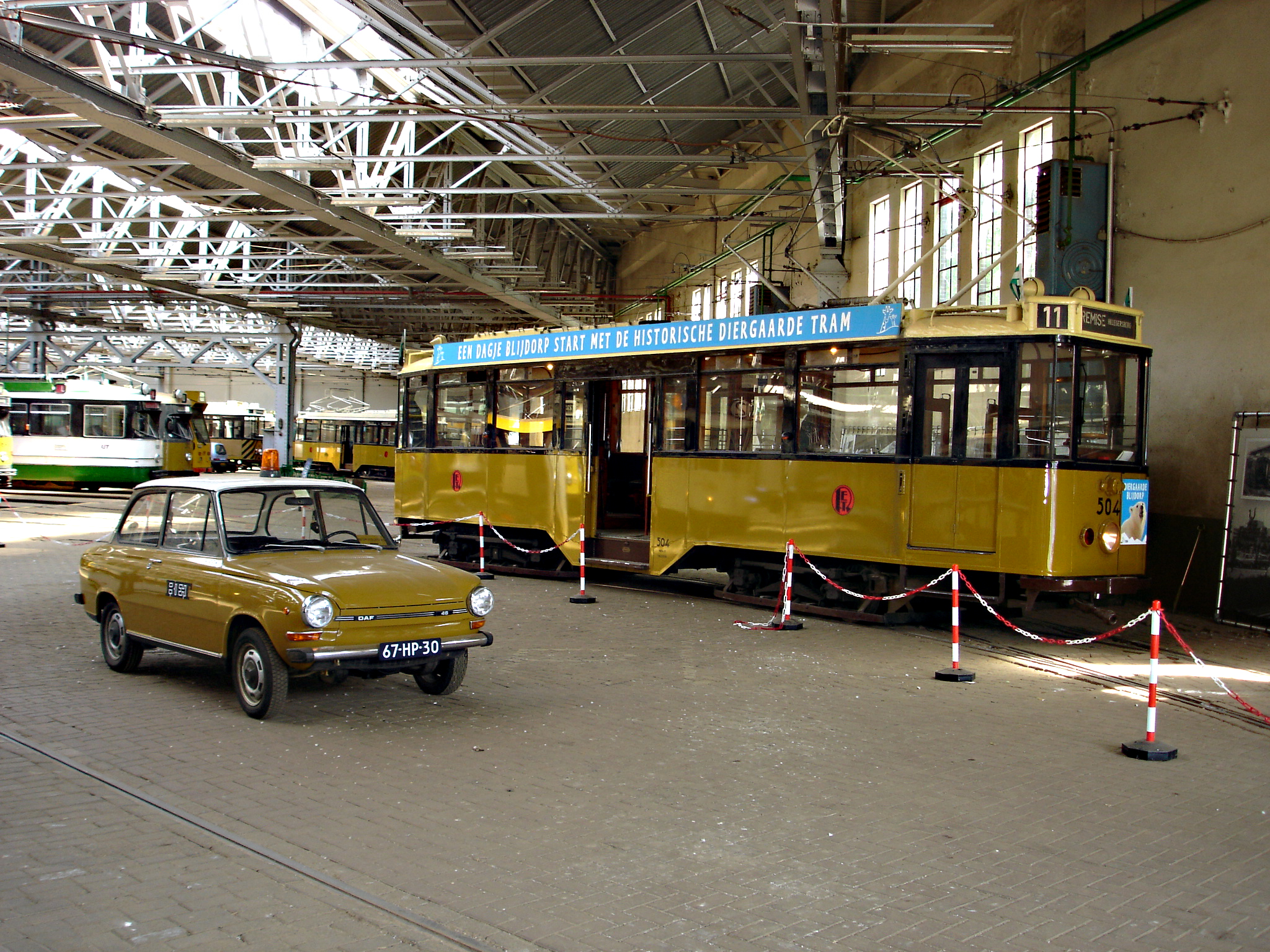
Entree van het museum met motorwagen 504 en de DAF van de bedrijfsleiding van de RET.
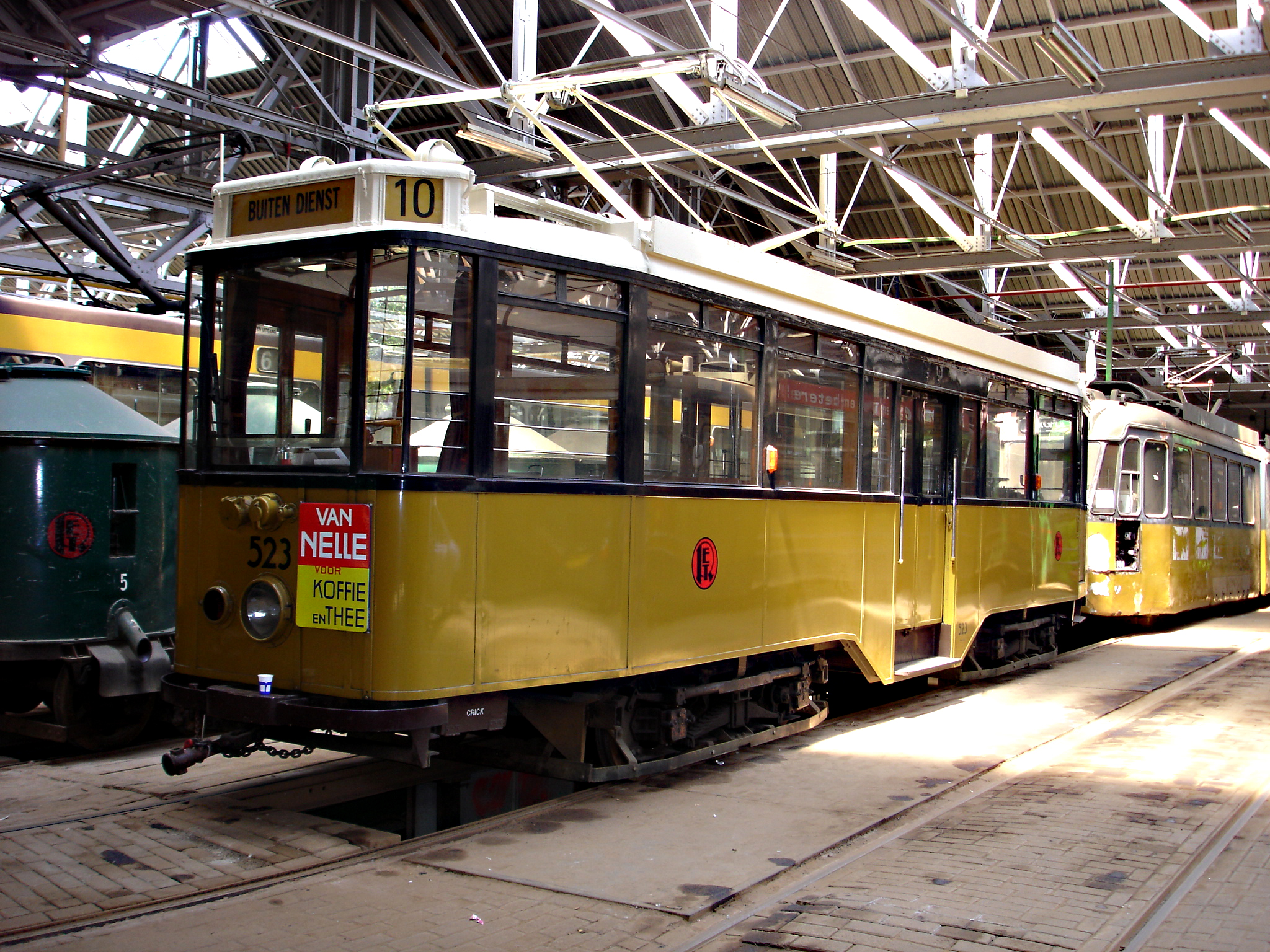
Motorwagen 523 met de nog niet gerestaureerde enkelgelede Schindler 242 op de achtergrond.
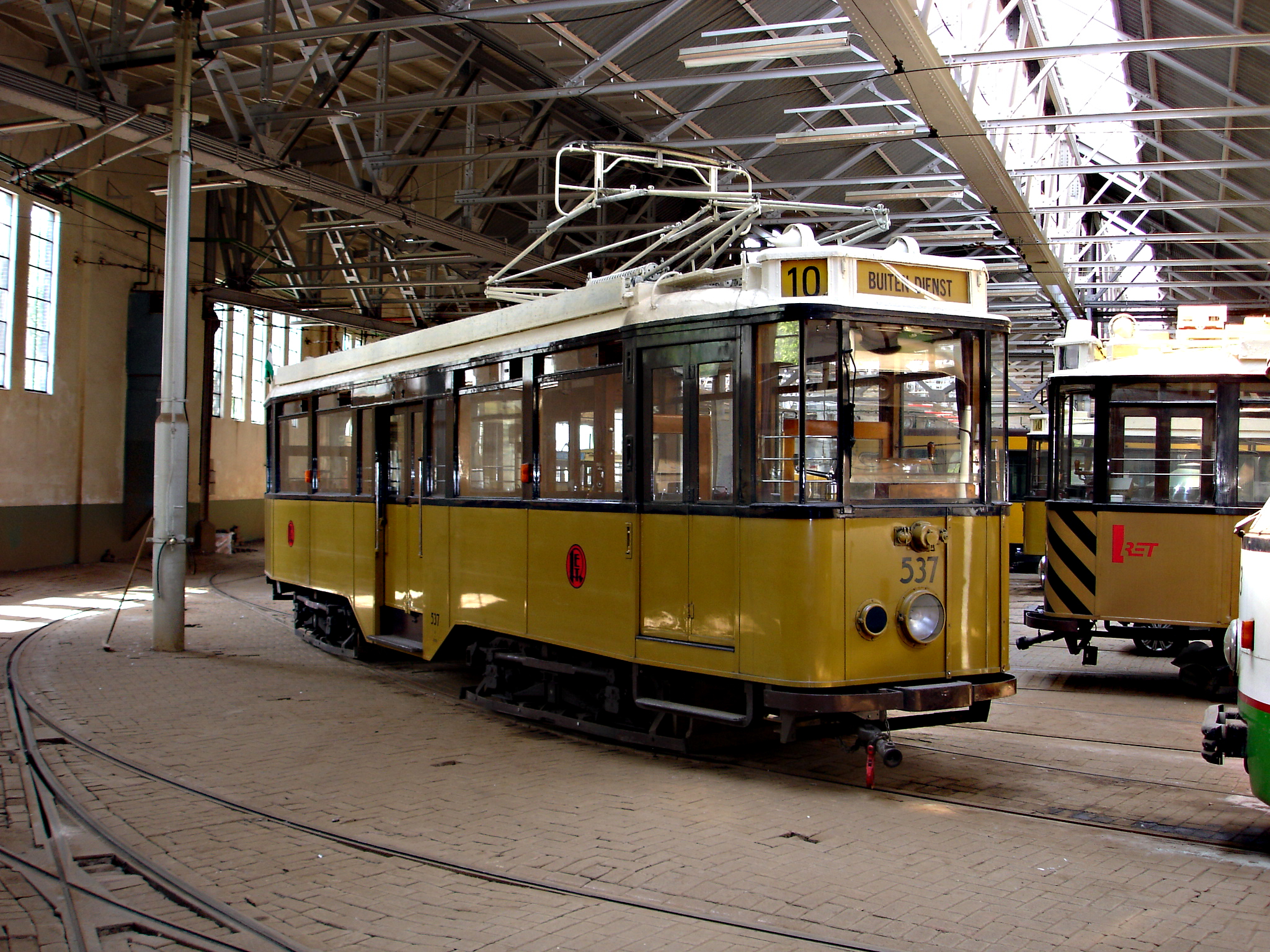
Motorwagen 537.
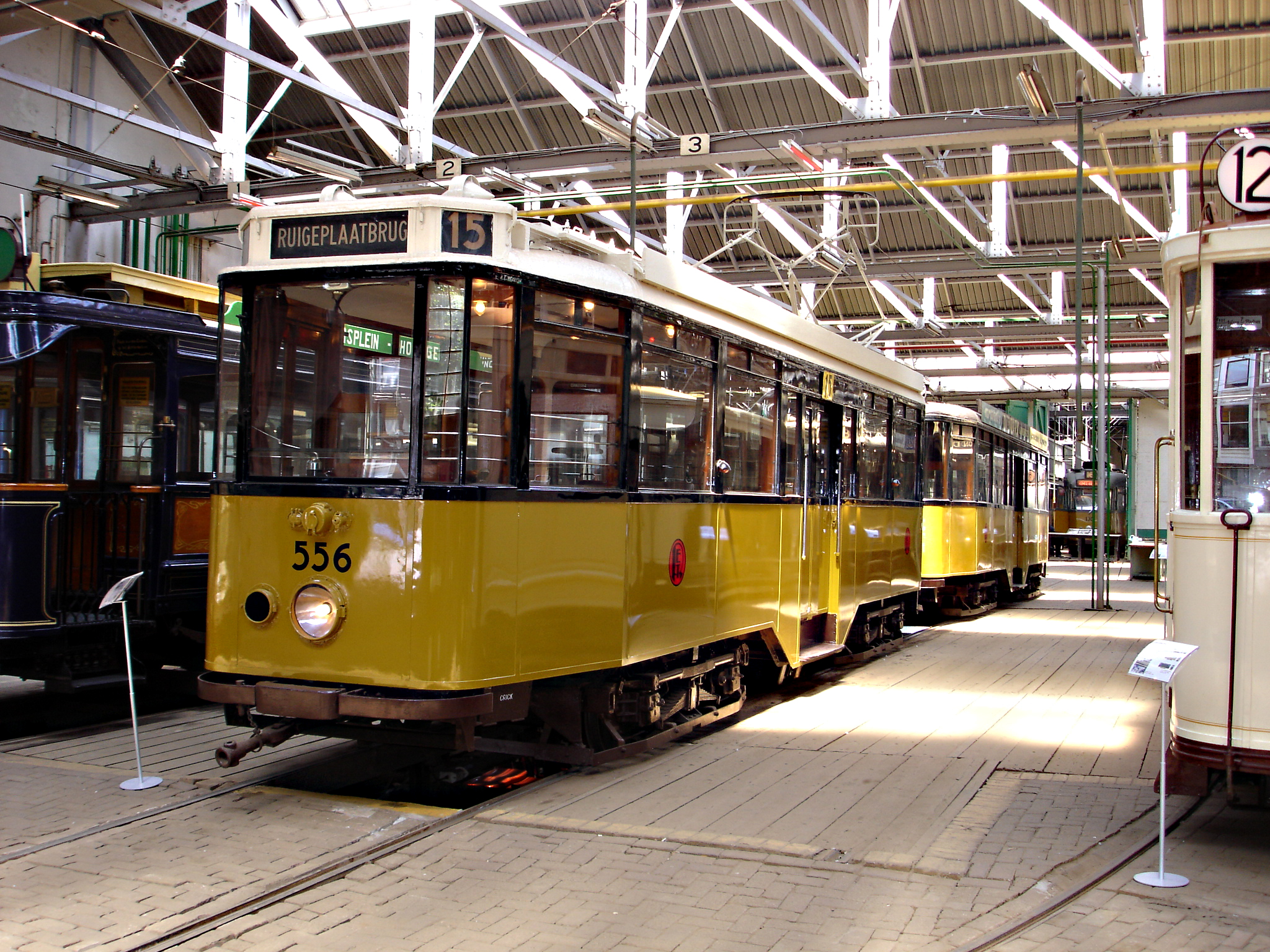
Motorwagen 556 glimmend in de lak, gerestaureerd en rijvaardig.
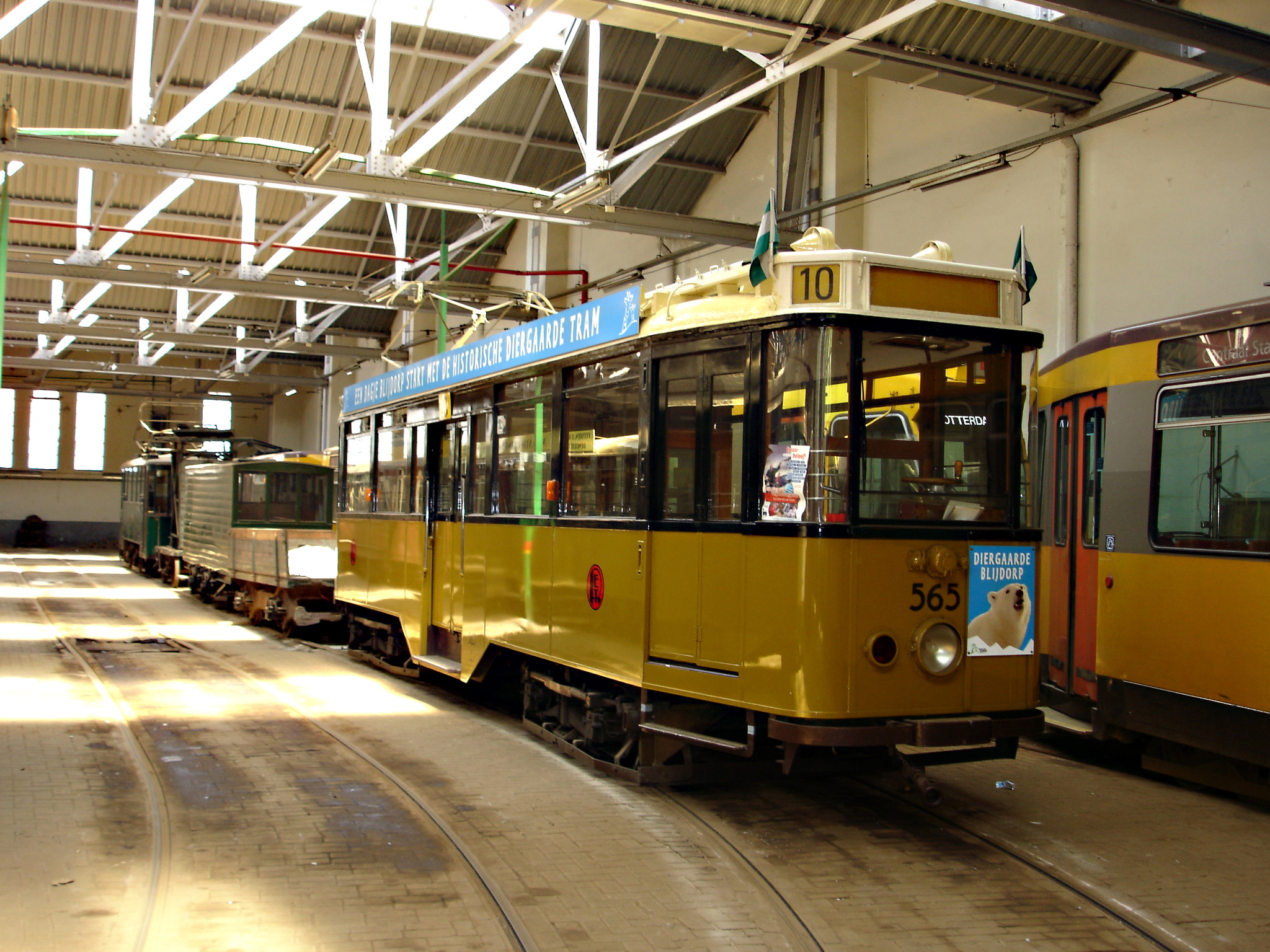
Motorwagen 565.
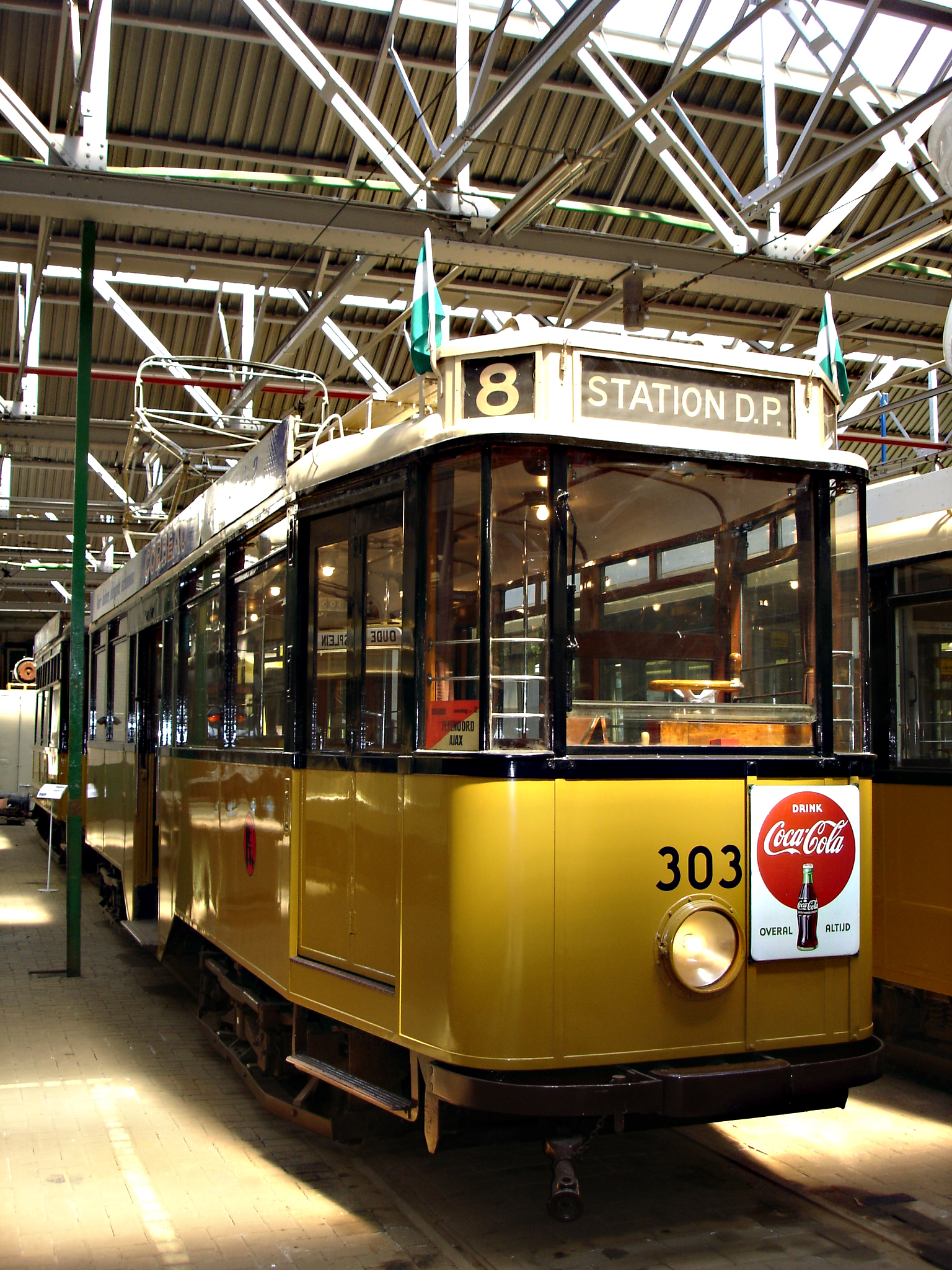
Ook motorwagen 303 is gerestaureerd en rijvaardig.
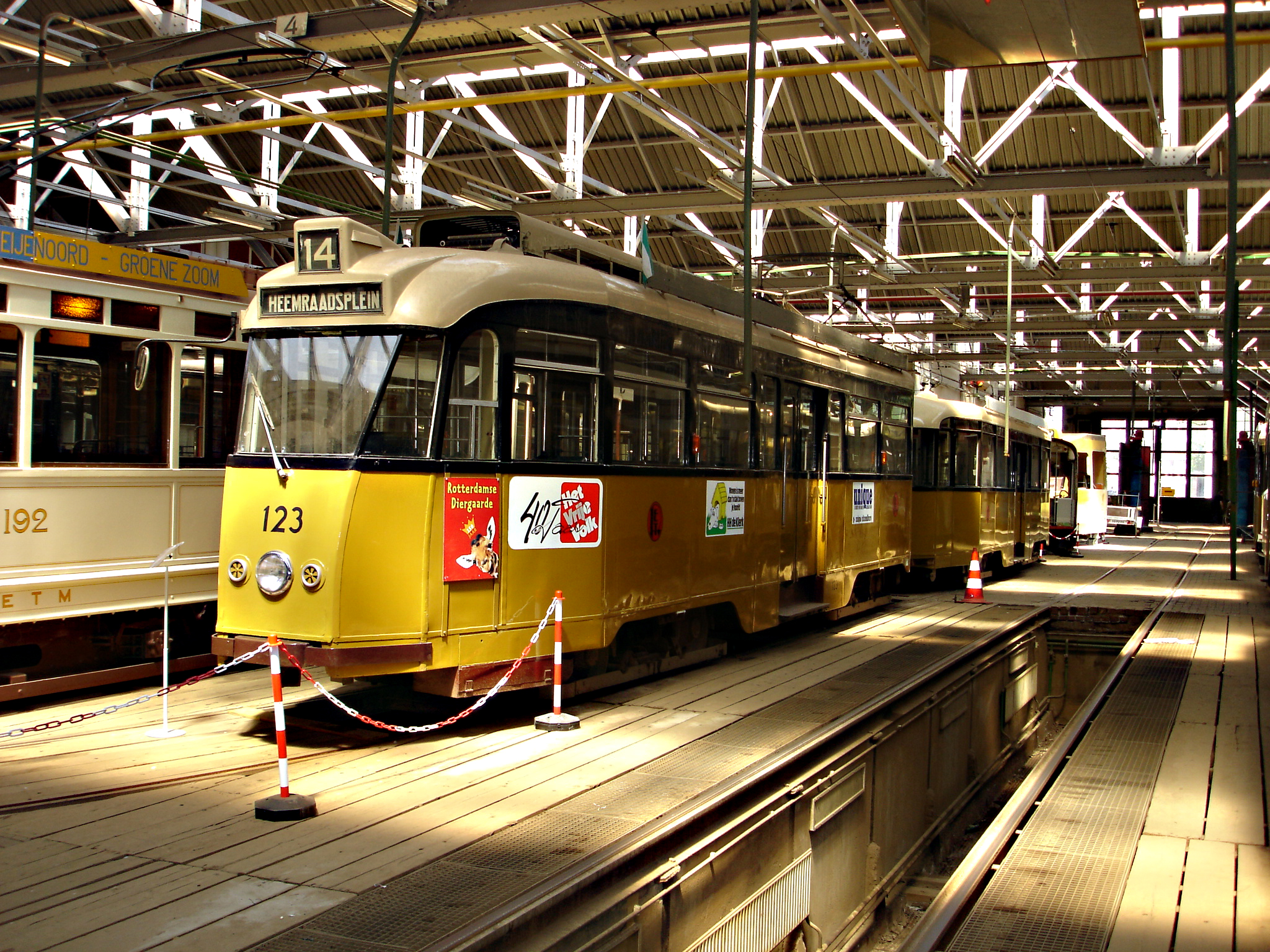
Gerestaureerde motorwagen 123, een van de Allan-trams.
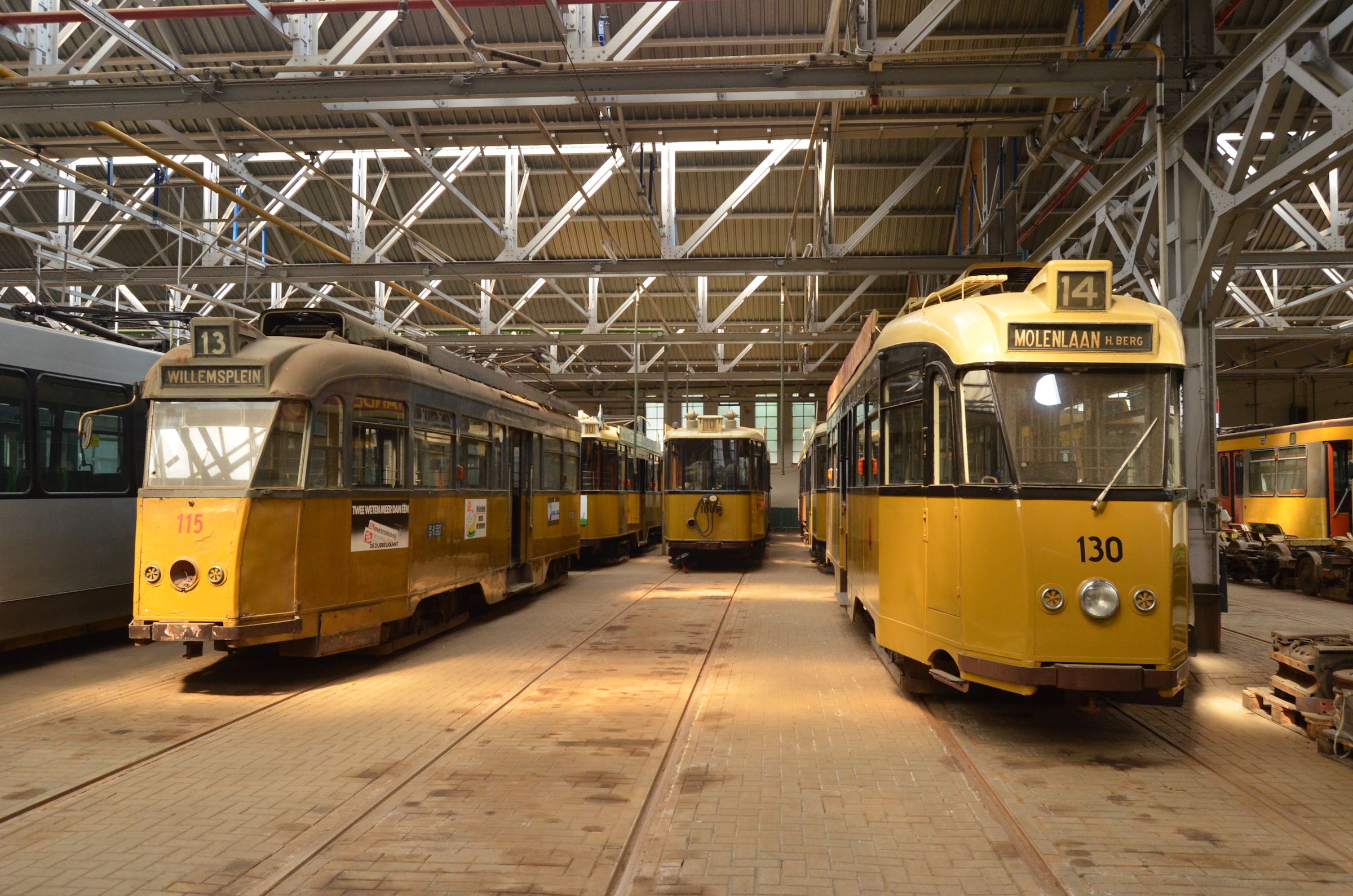
Allan-motorwagens 115 en 130.
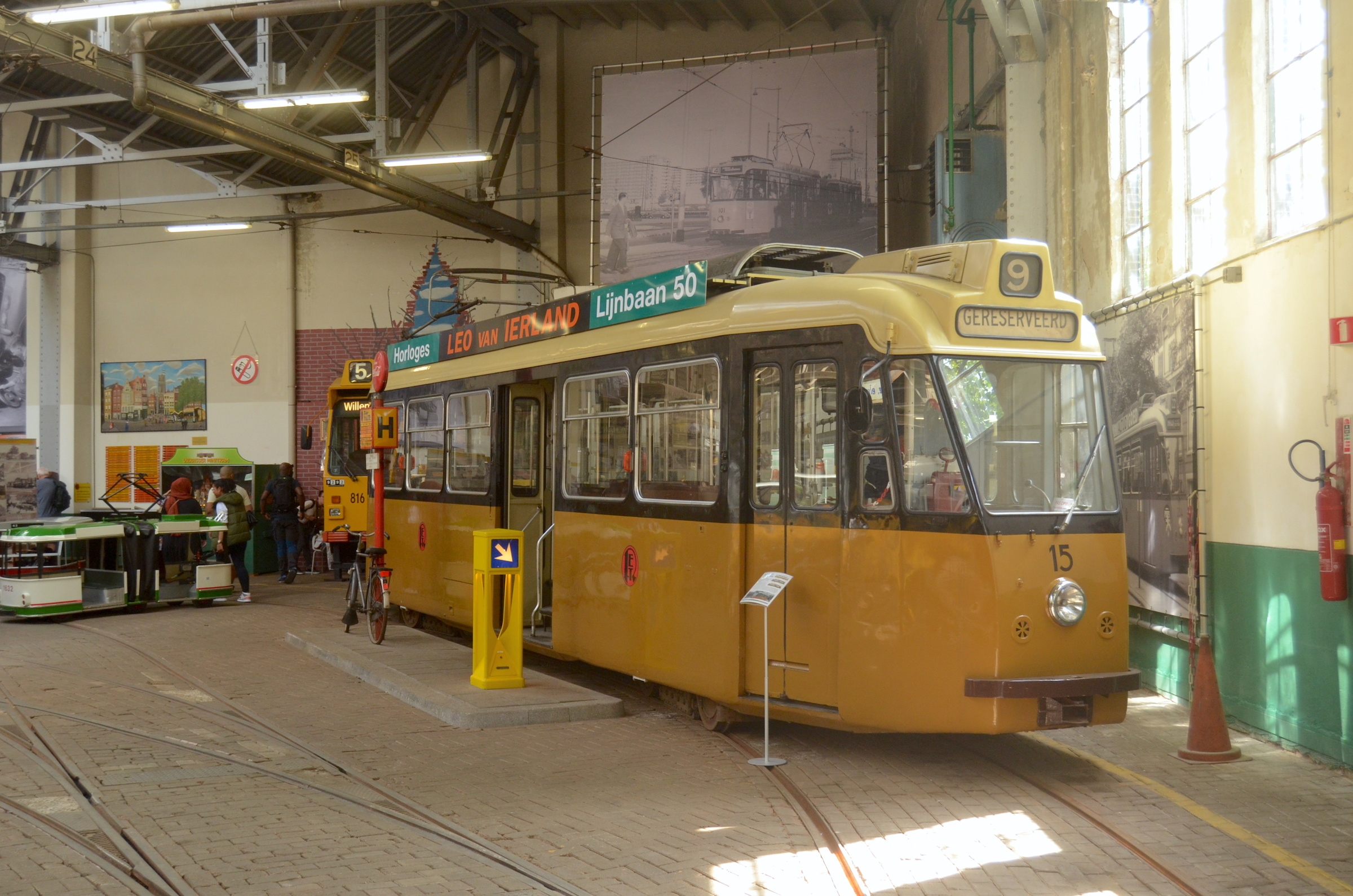
Schindler-motorwagen 15.
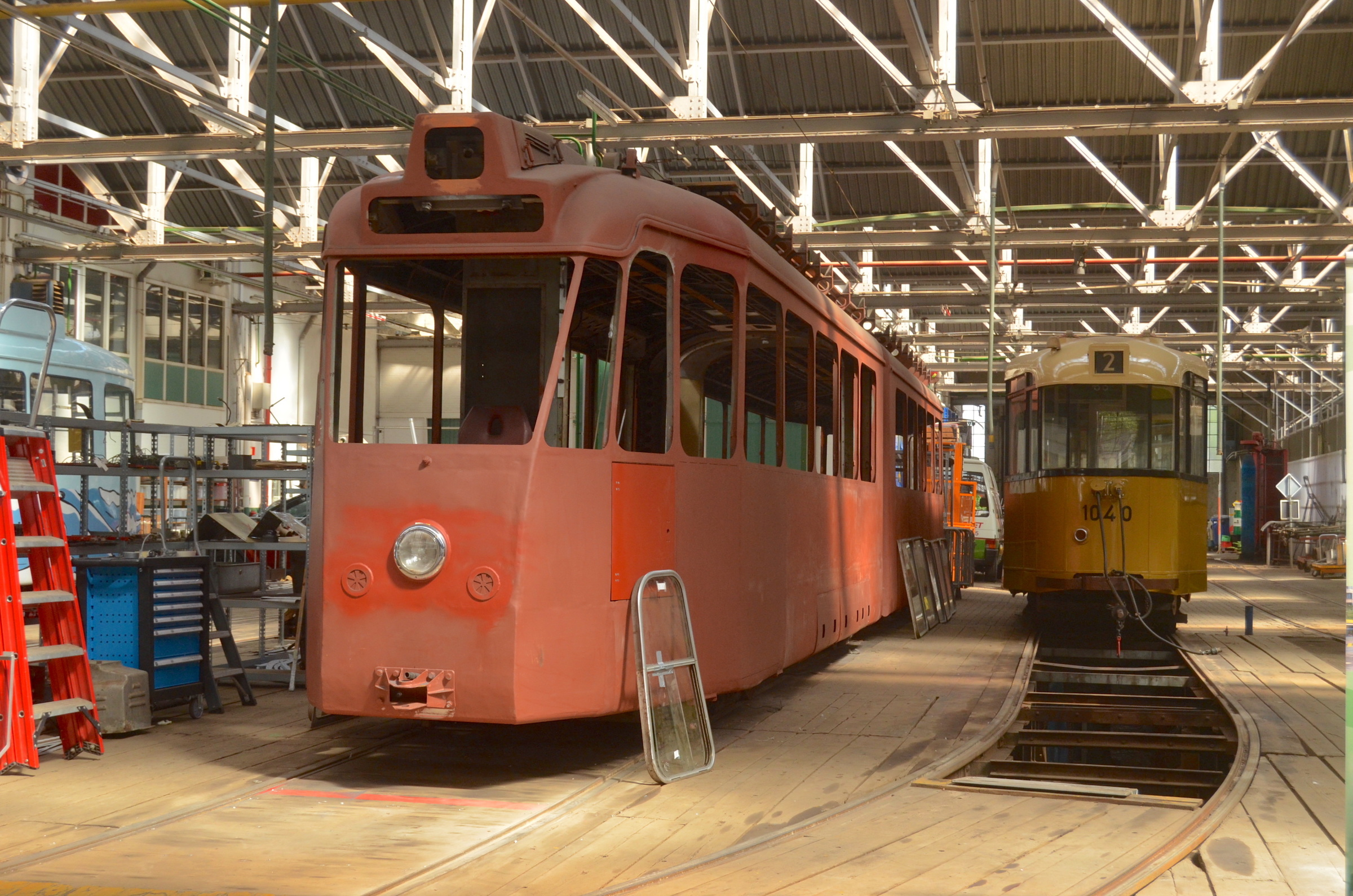
Enkelgelede Schindler-motorwagen 242 in restauratie naar de originele staat.
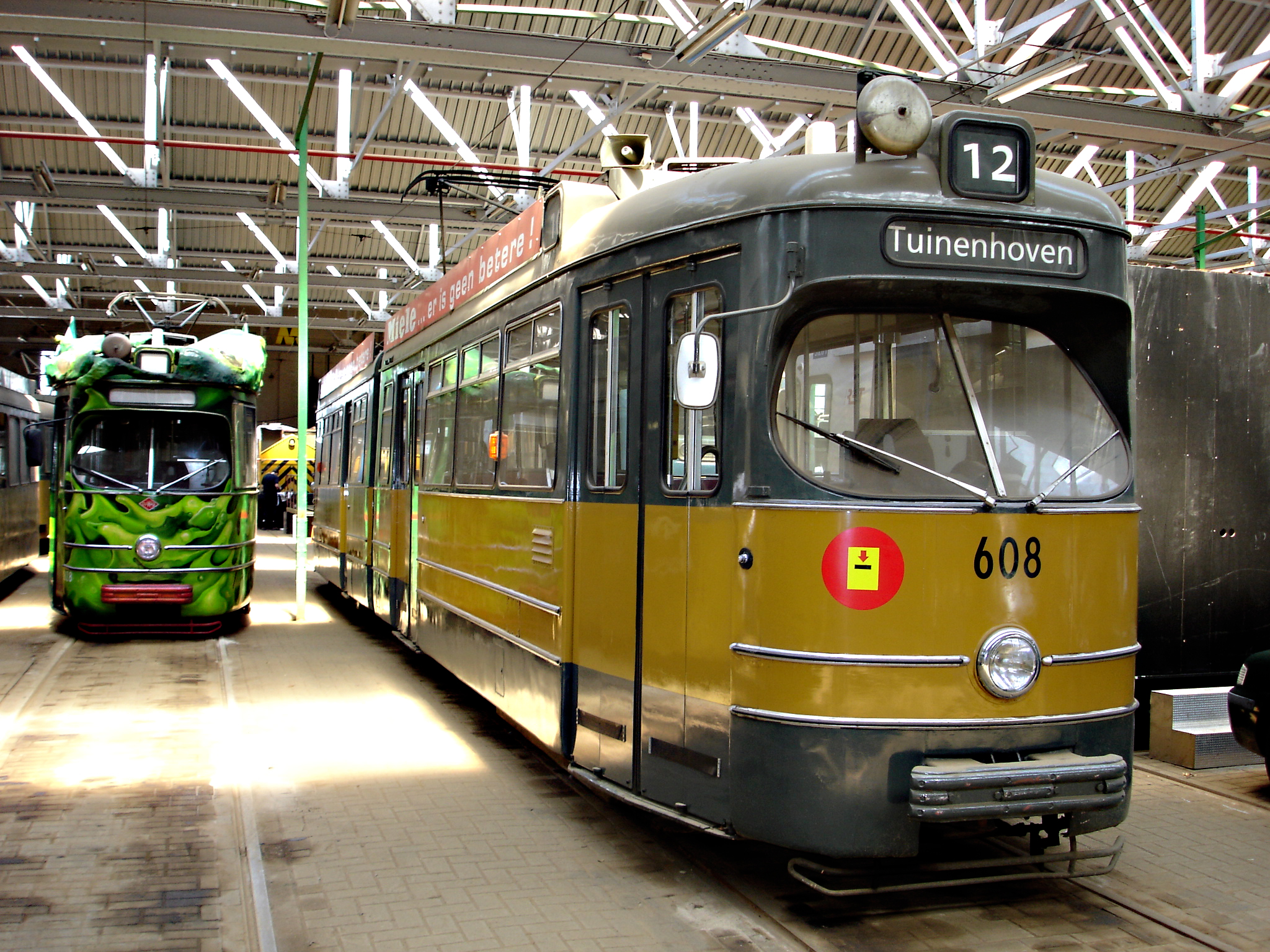
Werkspoor-enkelgelede wagen 608.
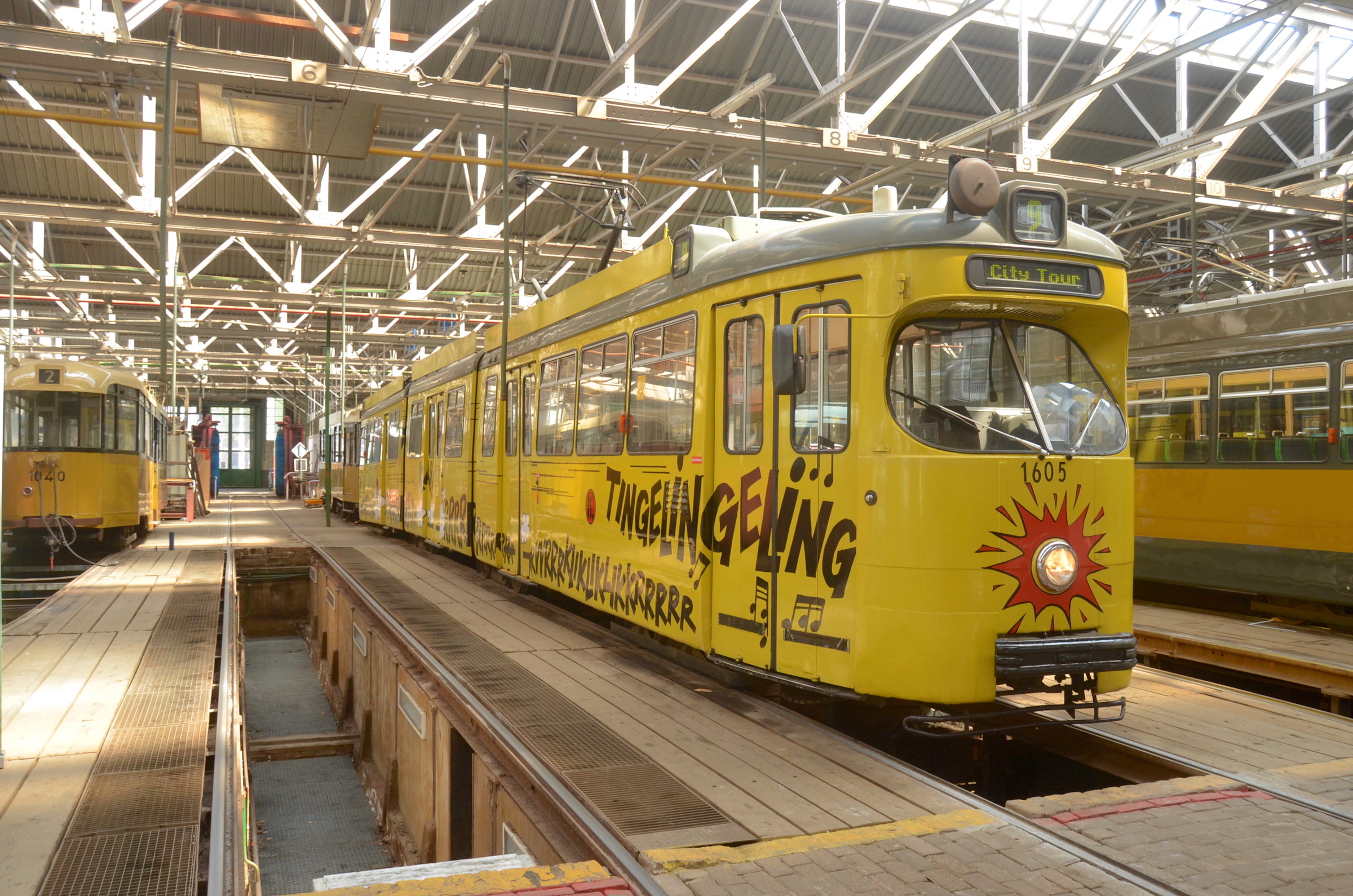
Werkspoor-dubbelgelede wagen 1605 (ex-605) als 'Tingelingtram'.
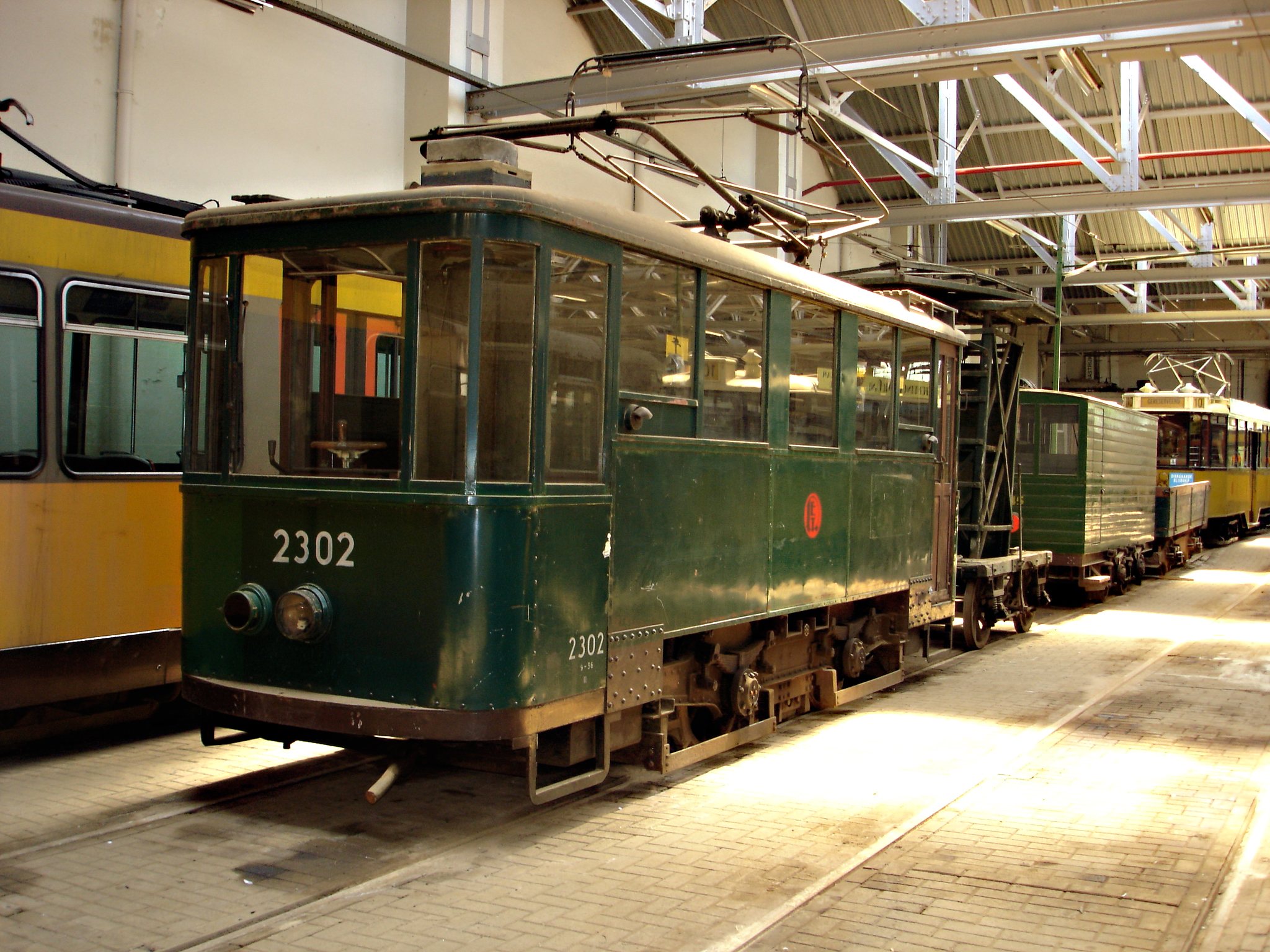
Slijpmotorwagen 2302.
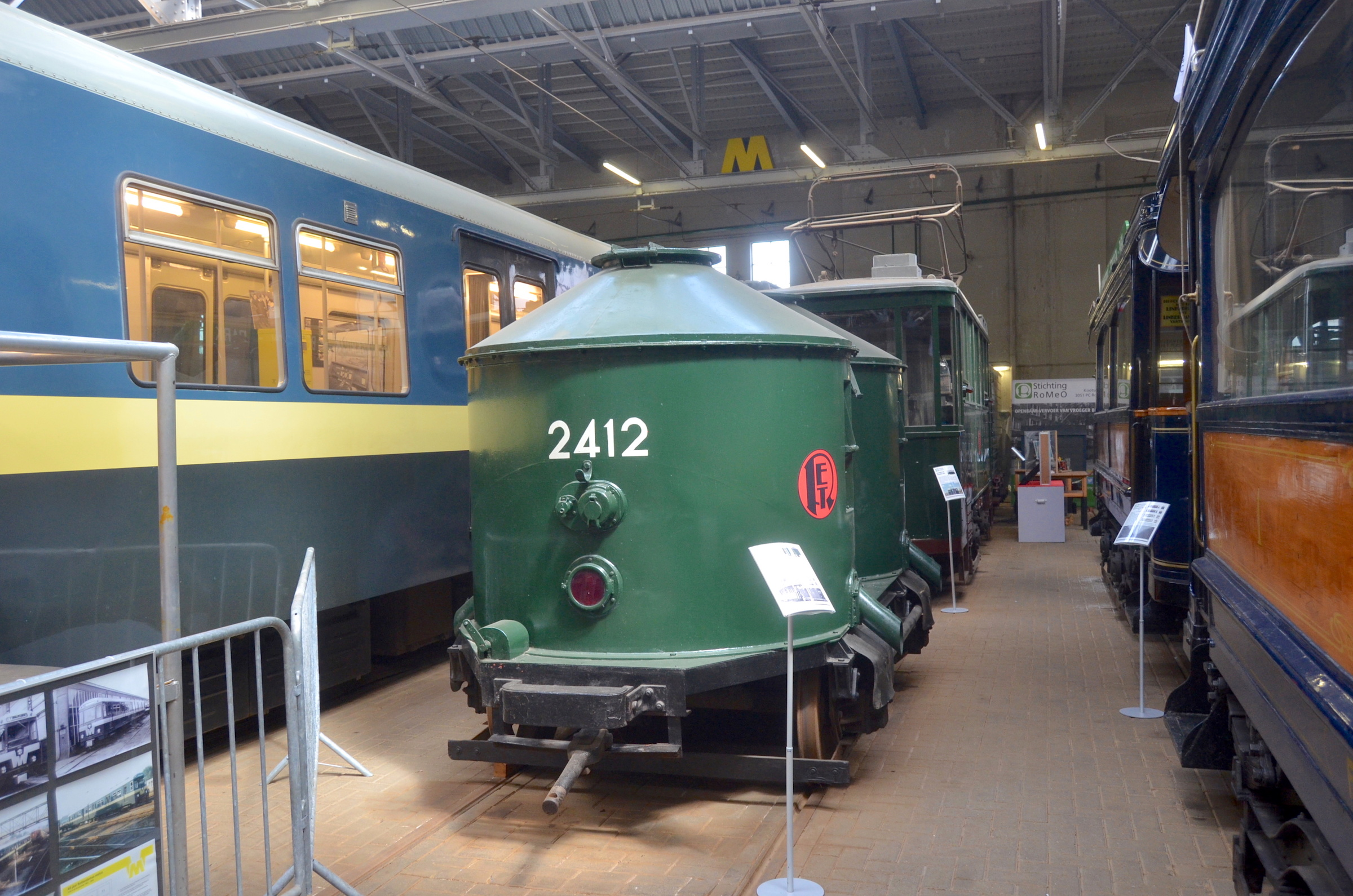
Silo-bijwagen voor remzand 2412.
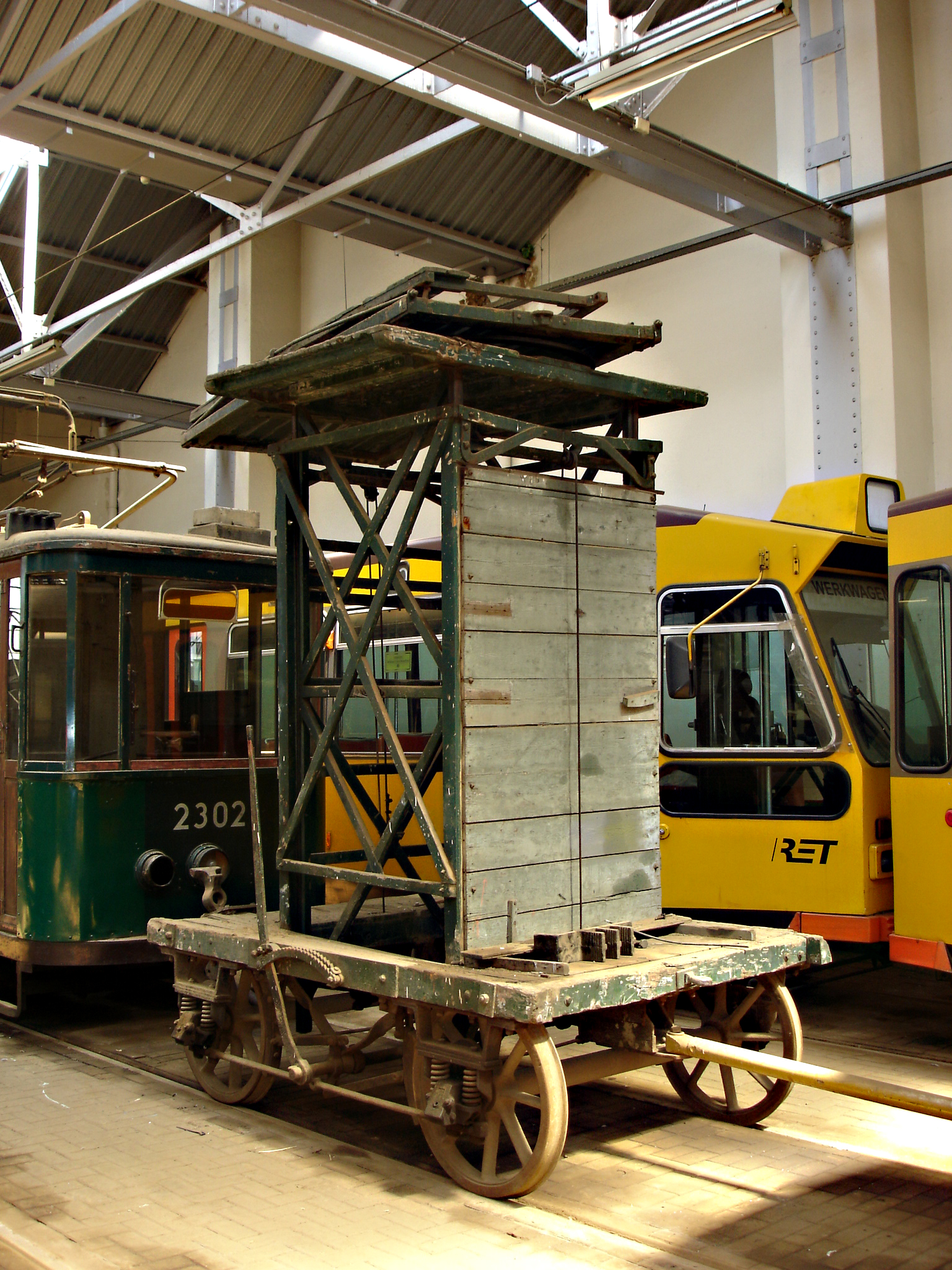
Montagewagen voor de bovenleiding die ten tijde van de elektrificatie door paarden werd getrokken.
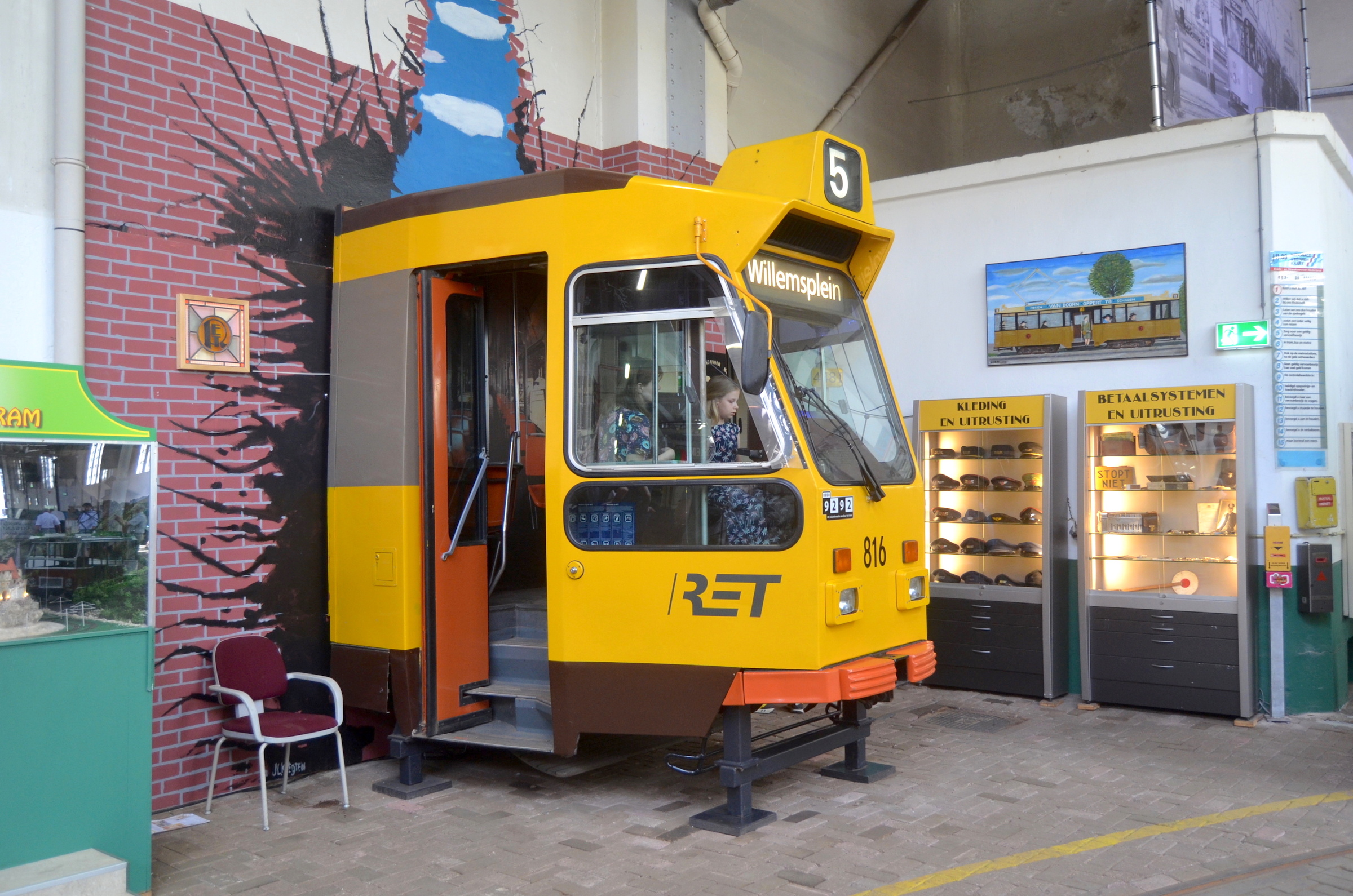
De kop van gelede wagen 816, de ZGT-simulator.
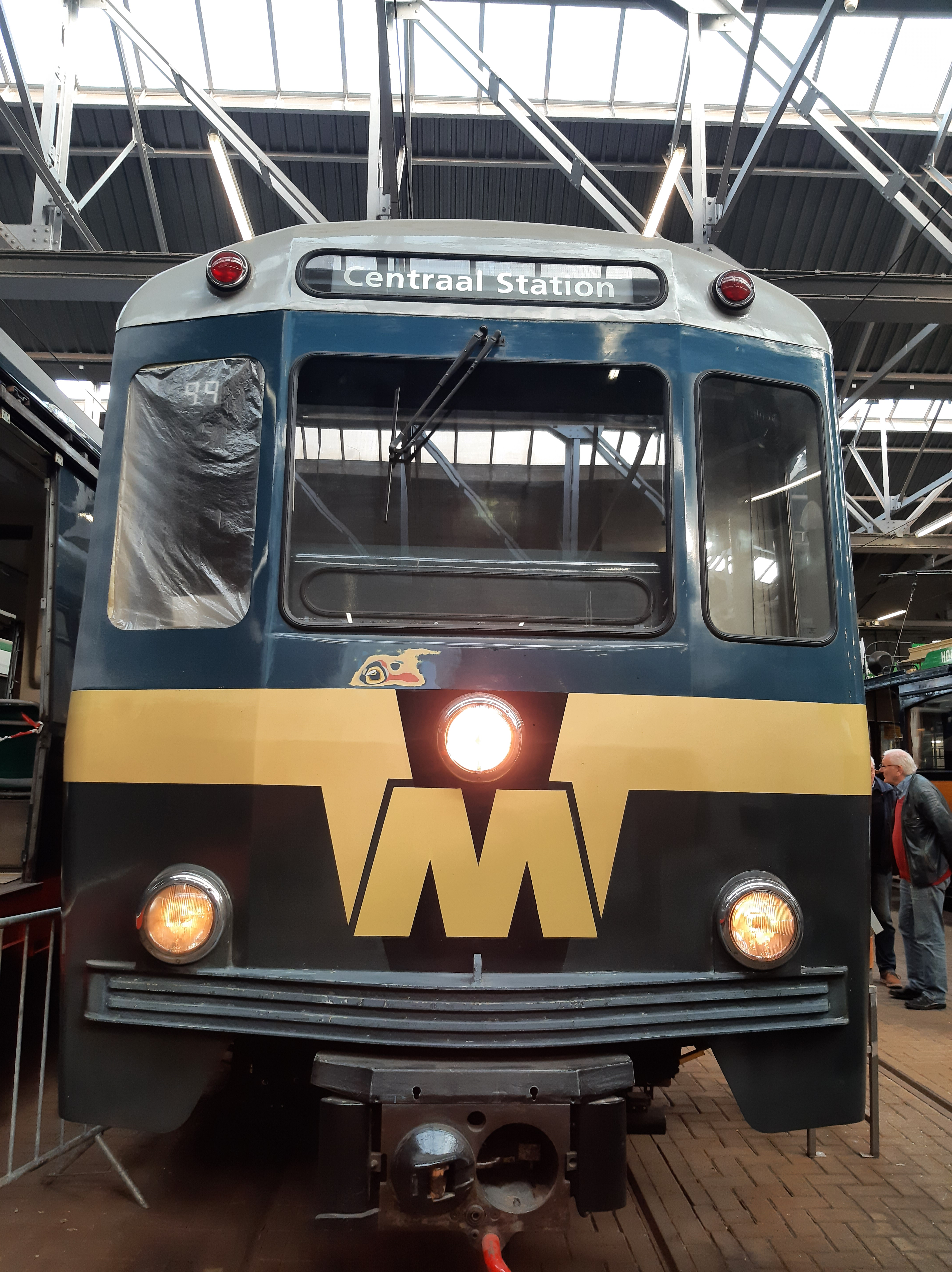
Metrorijtuig 5024
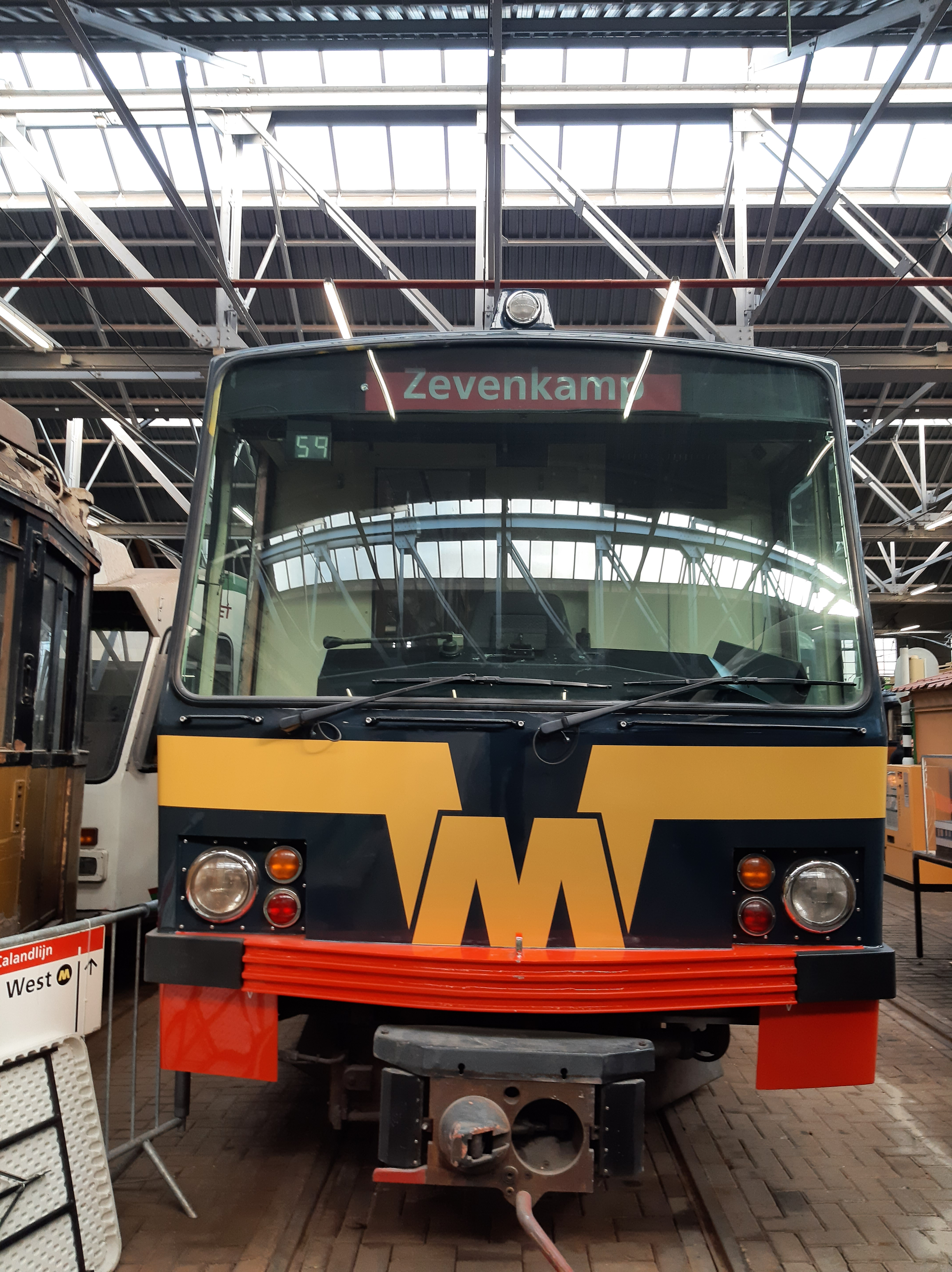
Metrorijtuig 5217

### Museumtrams op straat in Rotterdam

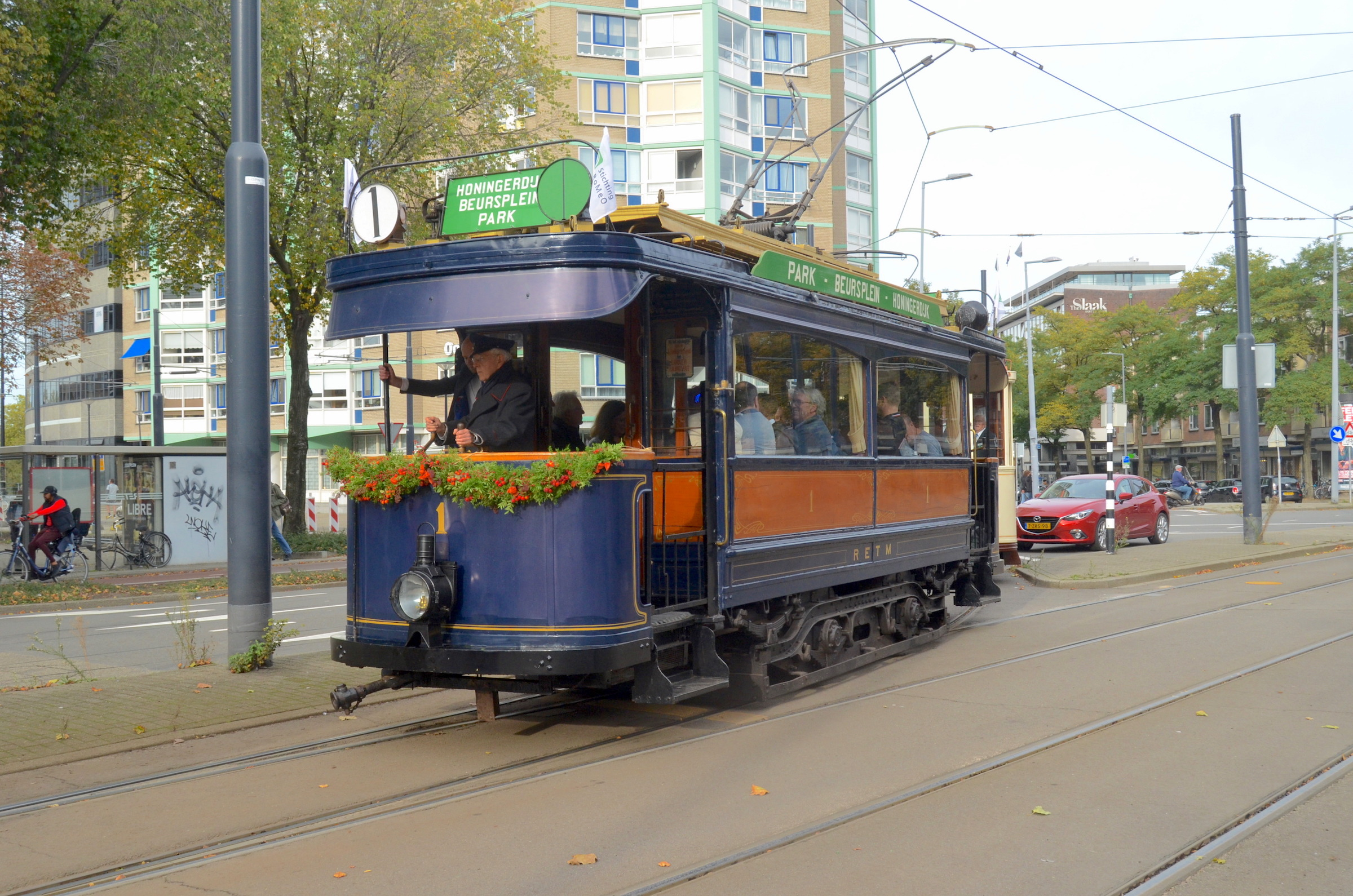
Motorwagen RETM 1 op het Oostplein.
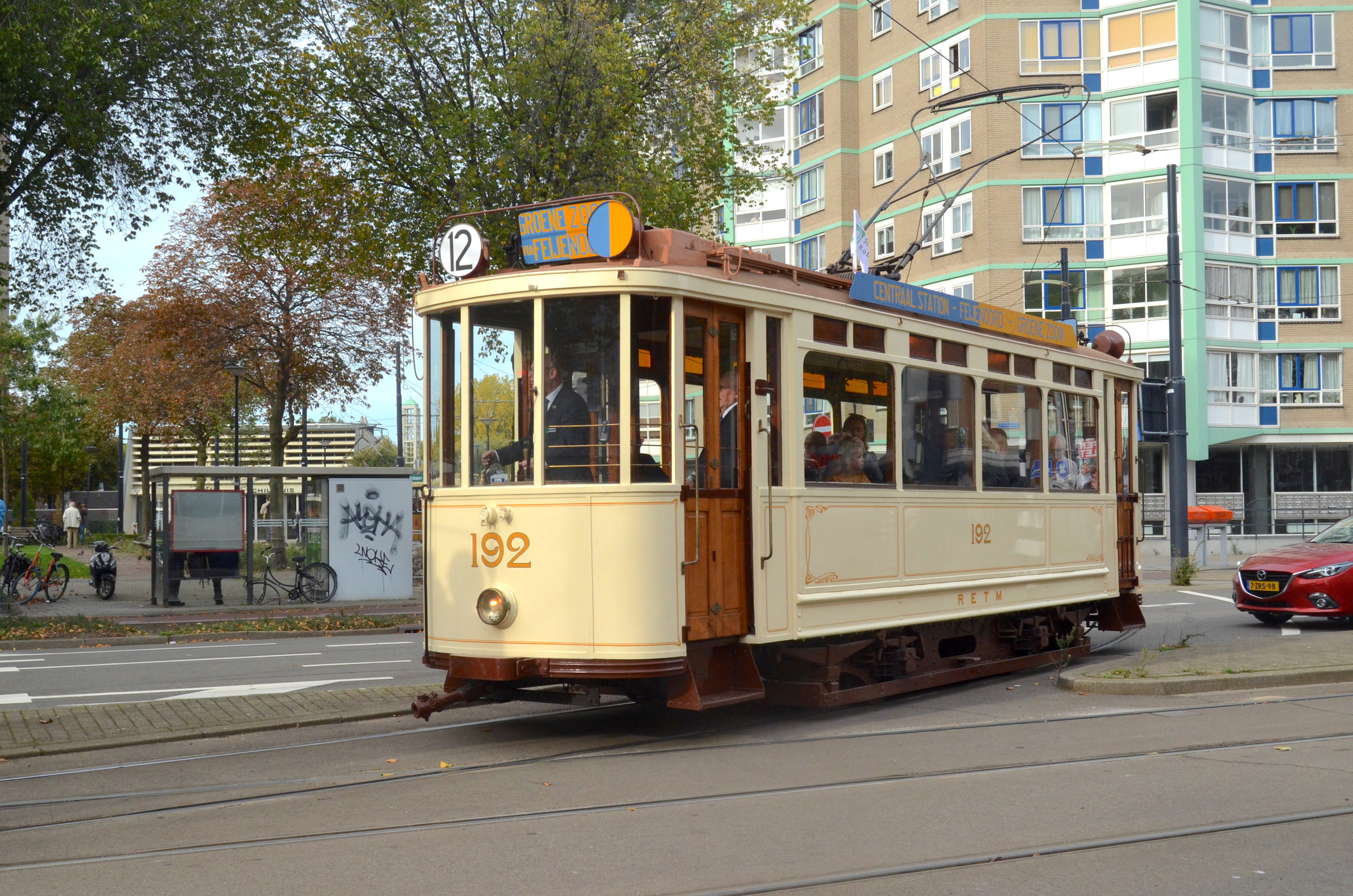
Motorwagen RETM 192 op het Oostplein.
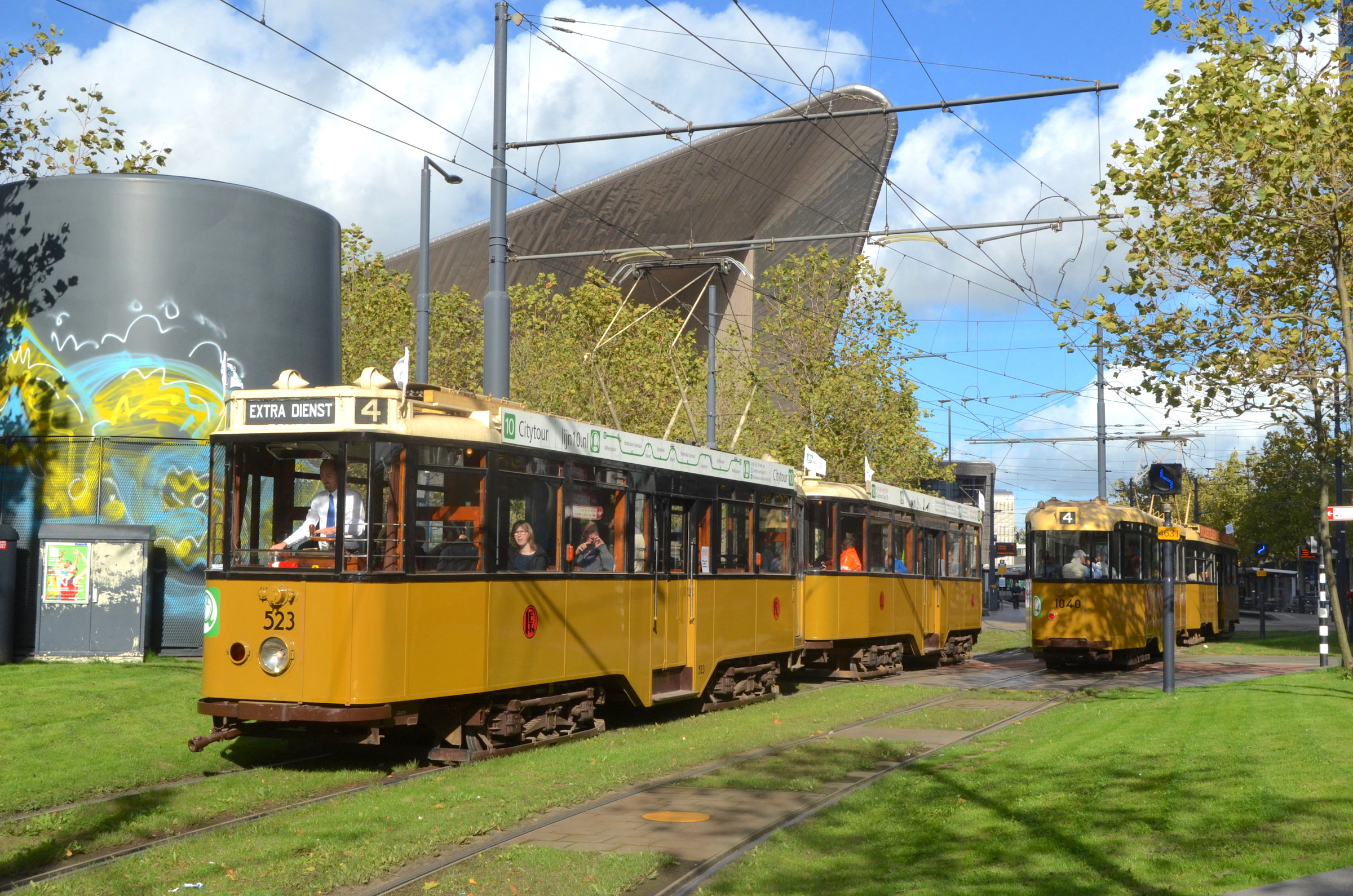
Vierasser-tramstel 523 + 1020 op het Kruisplein.
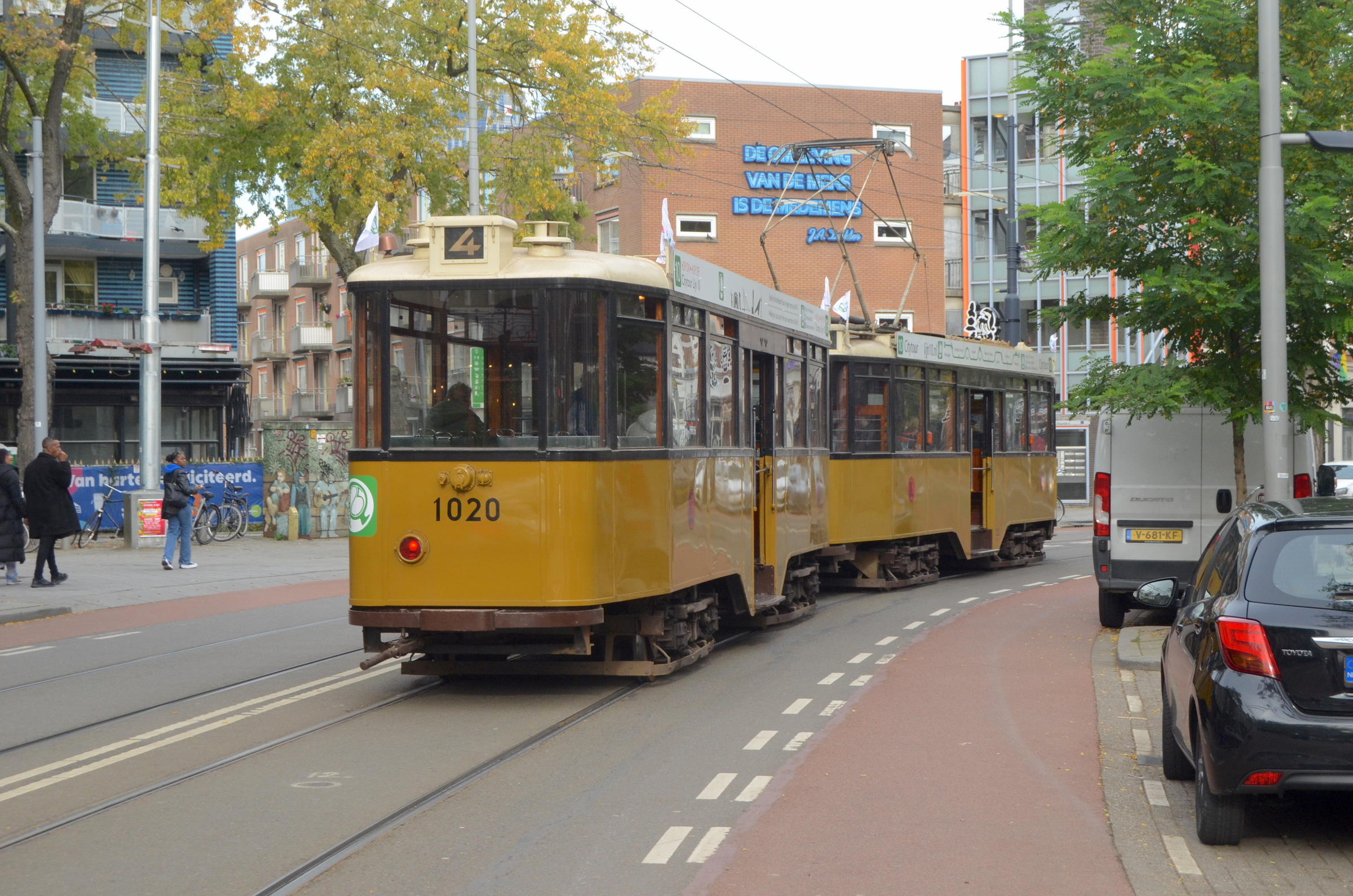
Vierasser-tramstel 1020 + 523 op de Nieuwe Binnenweg.
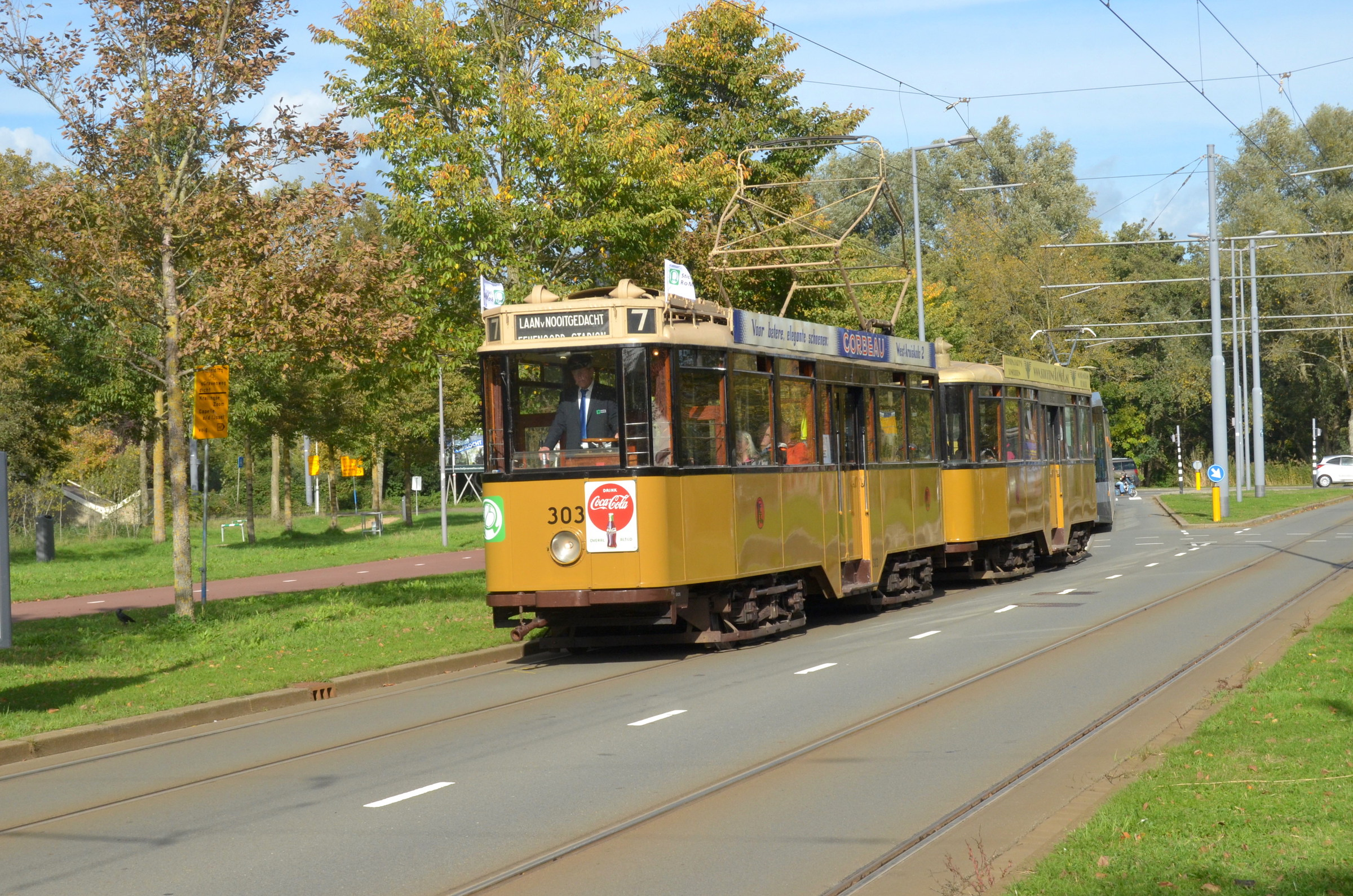
Vierasser-tramstel 303 + 1001 op de Burgemeester Oudlaan.
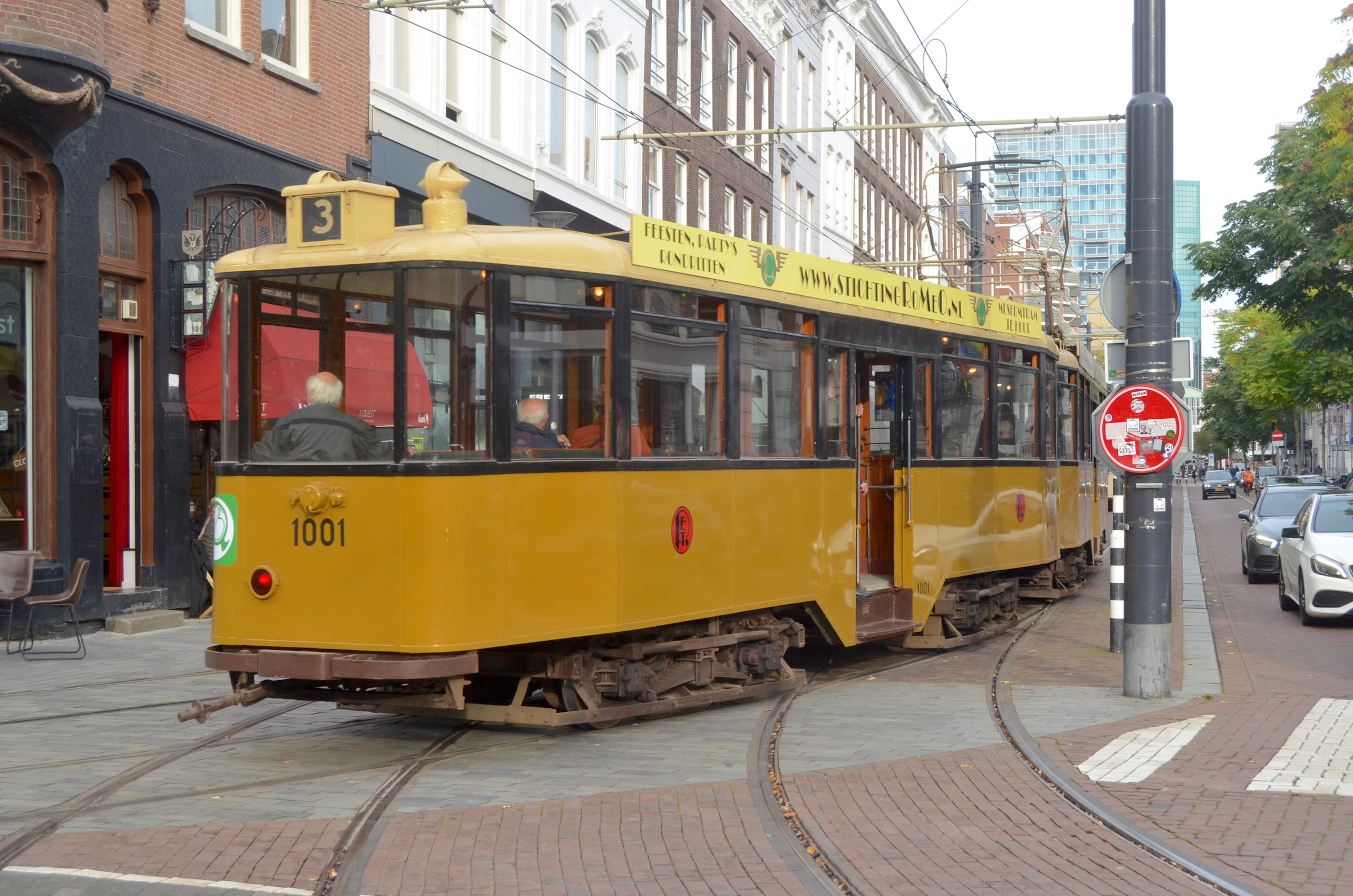
Vierasser-tramstel 1001 + 303 in de Van Oldenbarneveltstraat.
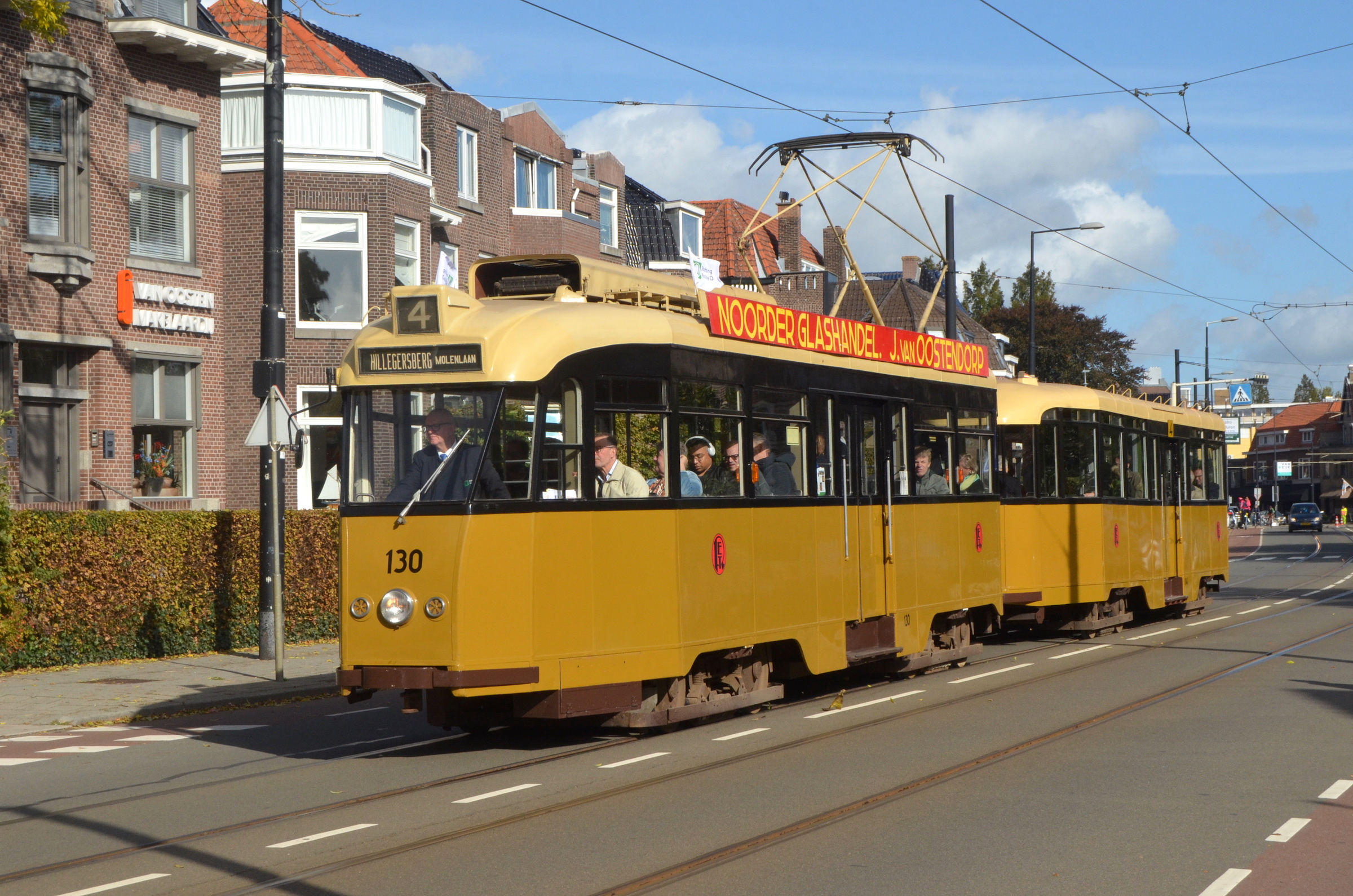
Allan-tramstel 130 + 1040 op de Straatweg Hillegersberg.
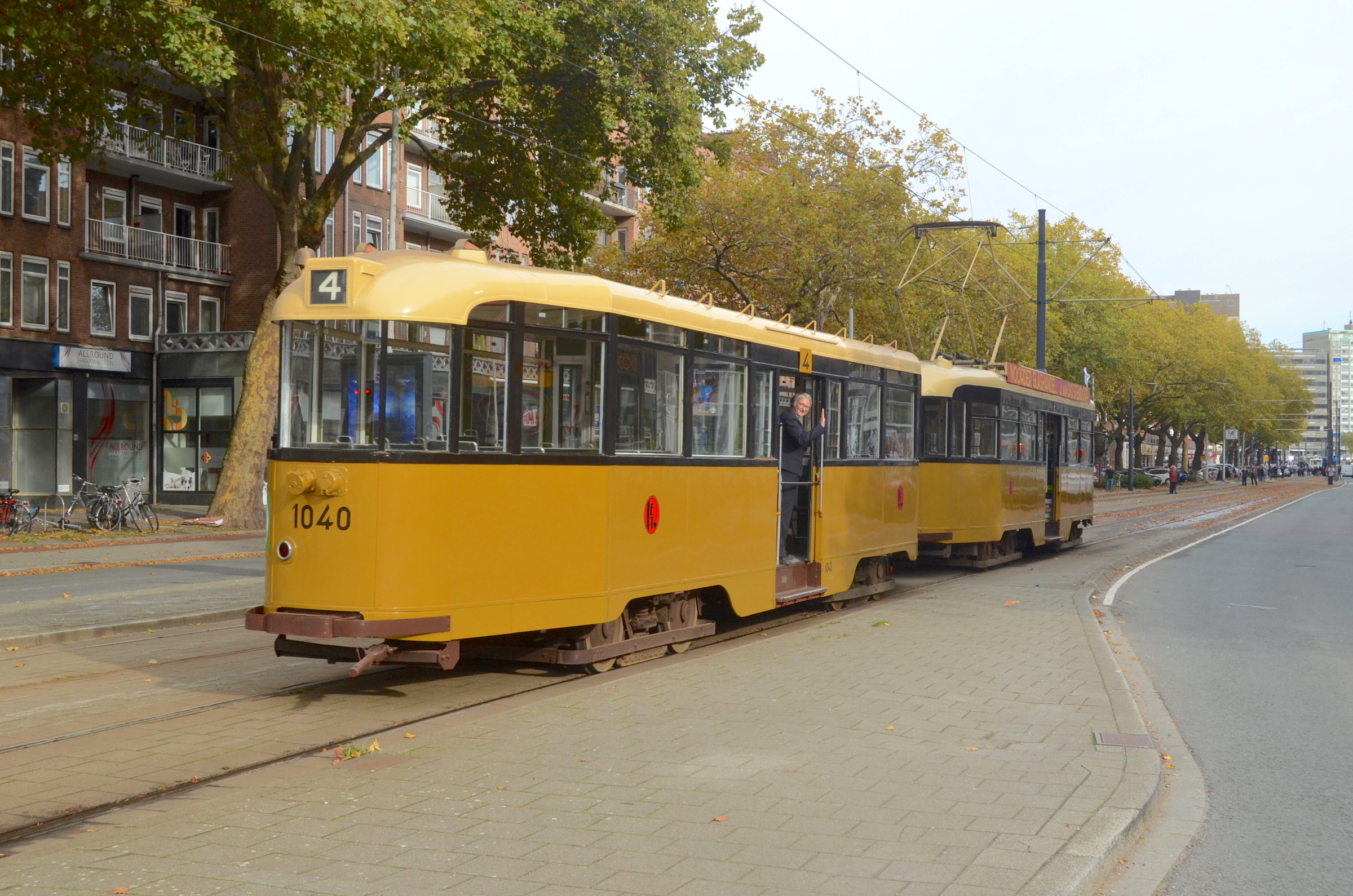
Allan-tramstel 1040 + 130 de Goudsesingel.
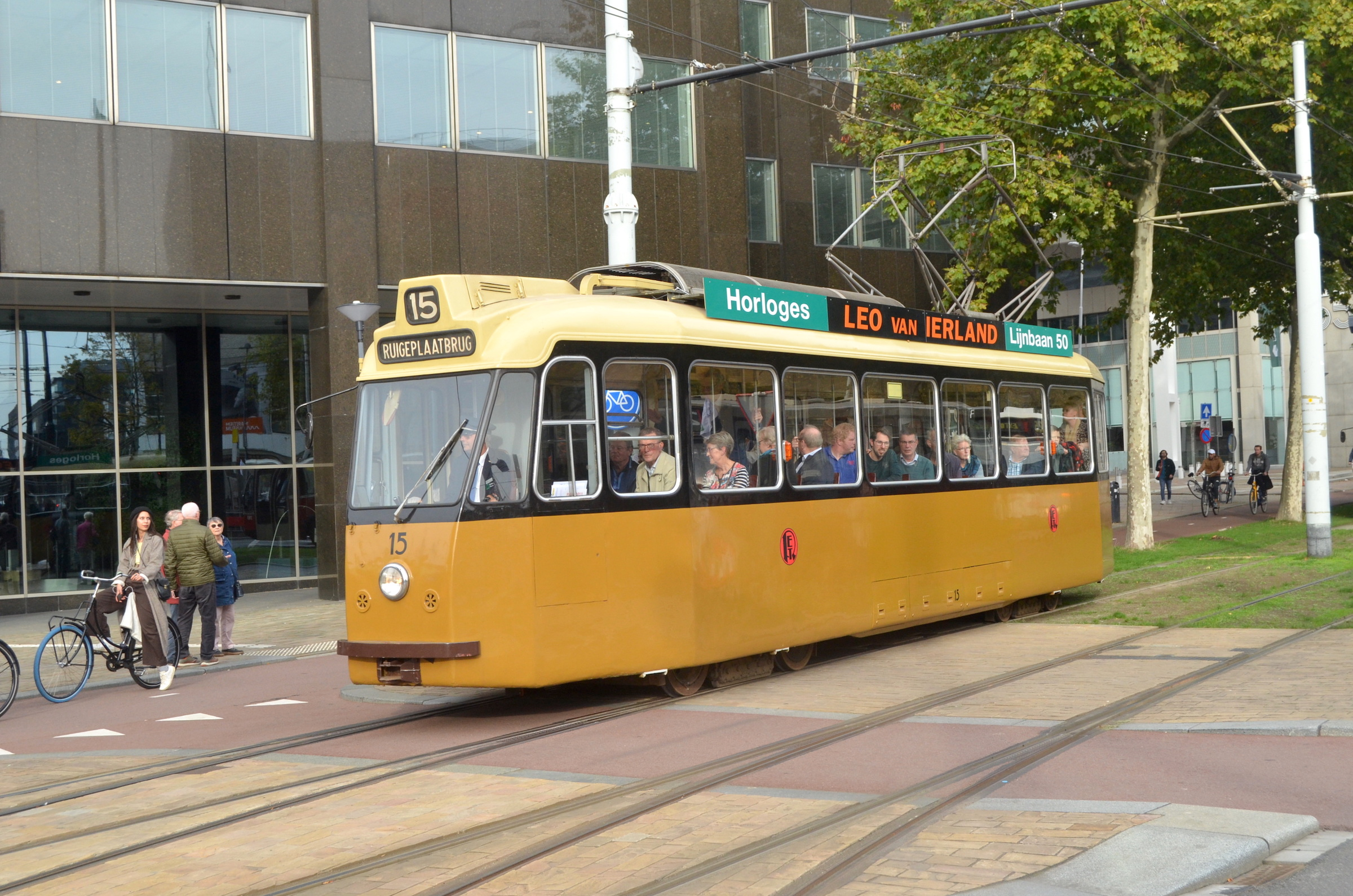
Schindler-motorwagen 15 op het Oostplein.
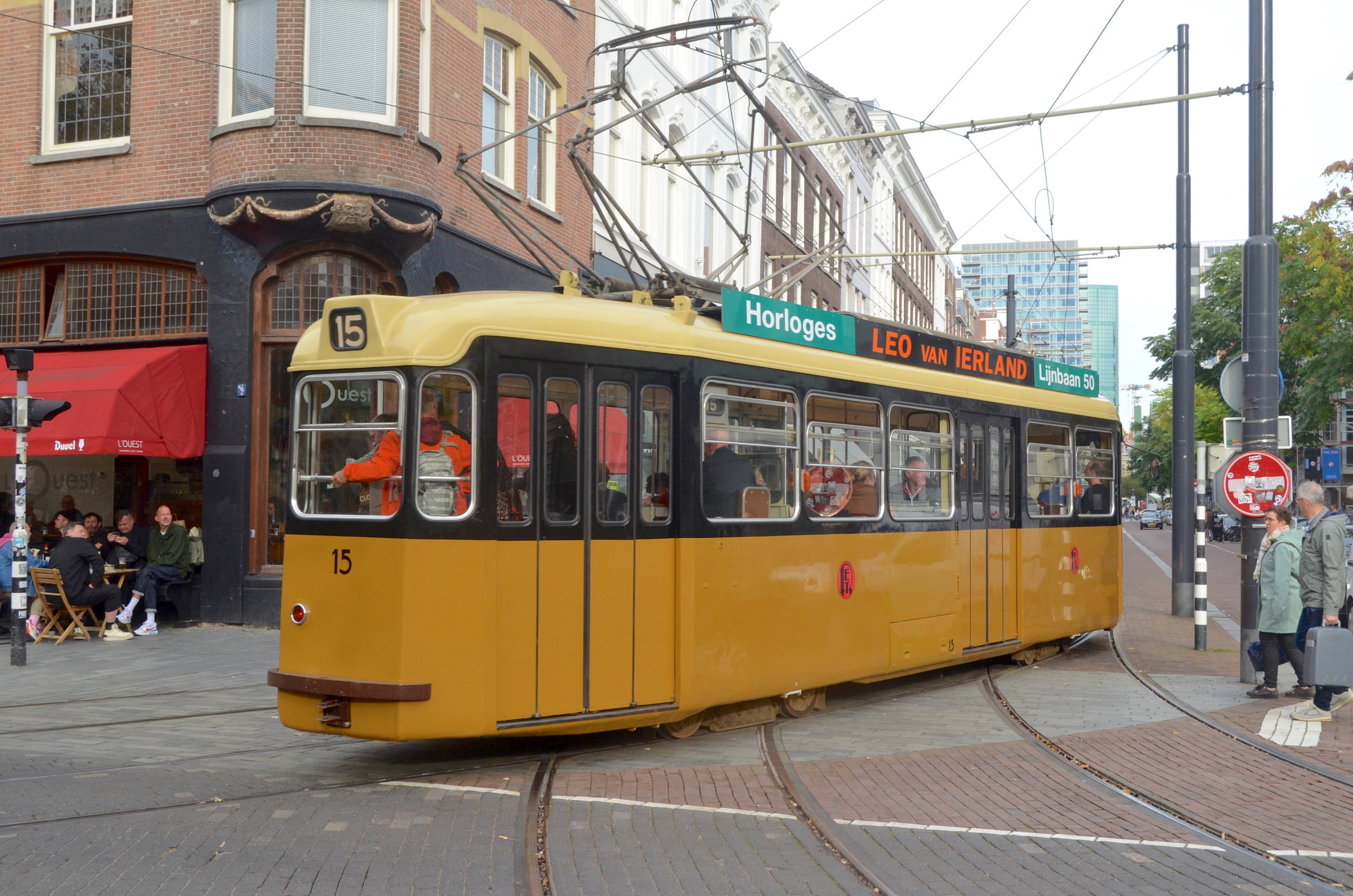
Schindler-motorwagen 15 in de Van Oldenbarneveltstraat.
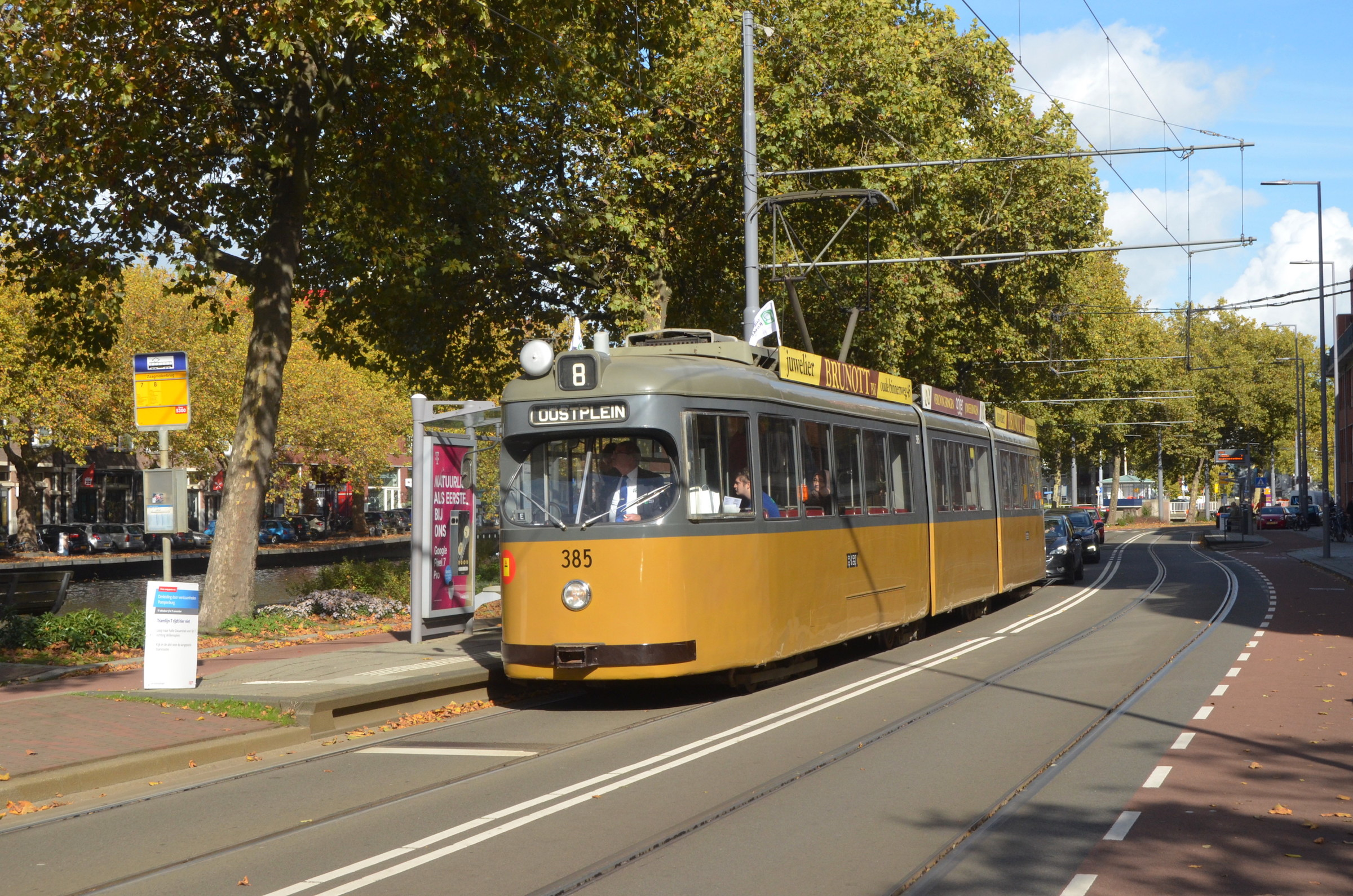
Düwag-dubbelgelede wagen 385 op de Linker Rottekade.
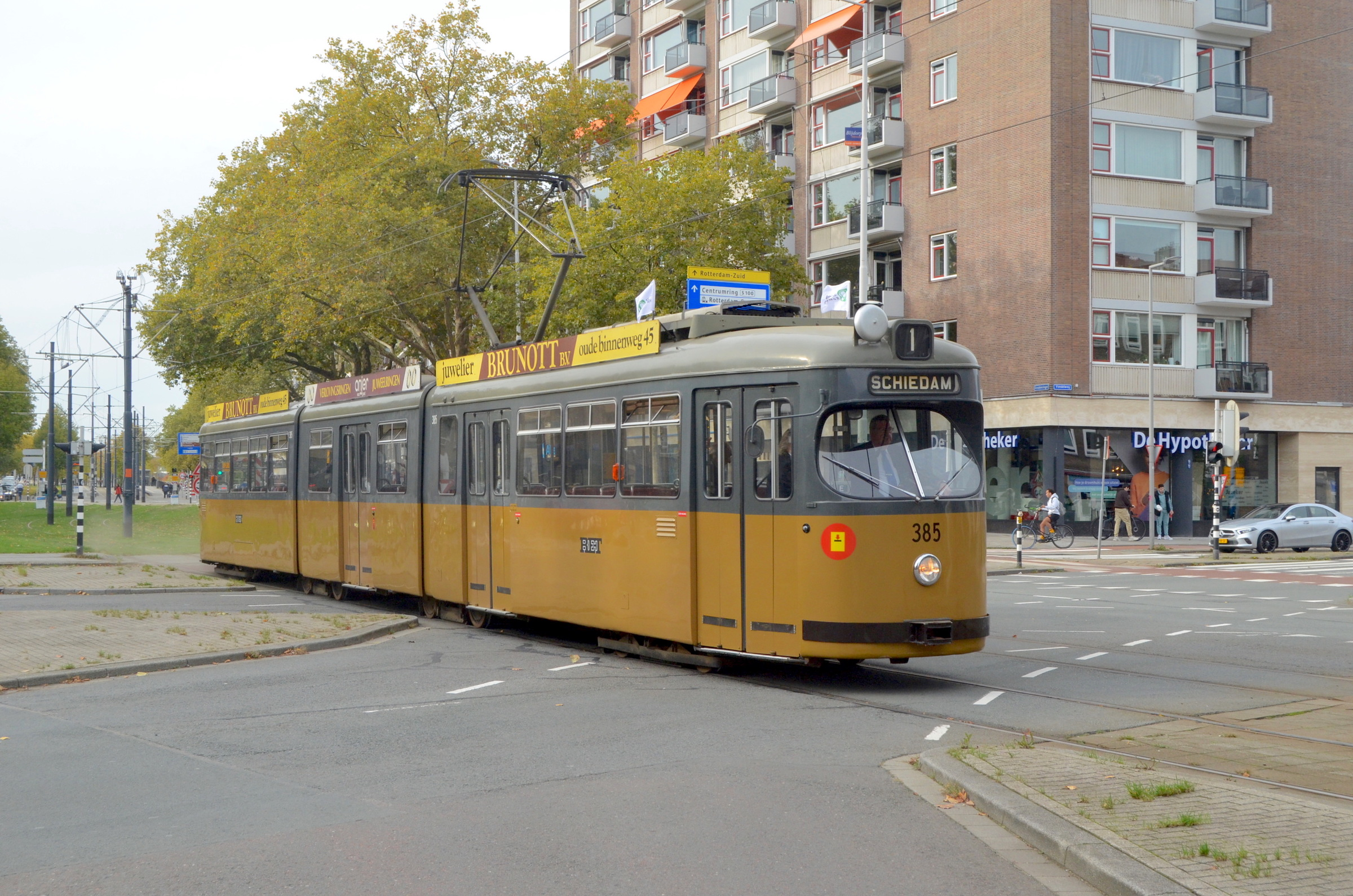
Düwag-dubbelgelede wagen 385 op de Goudsesingel.
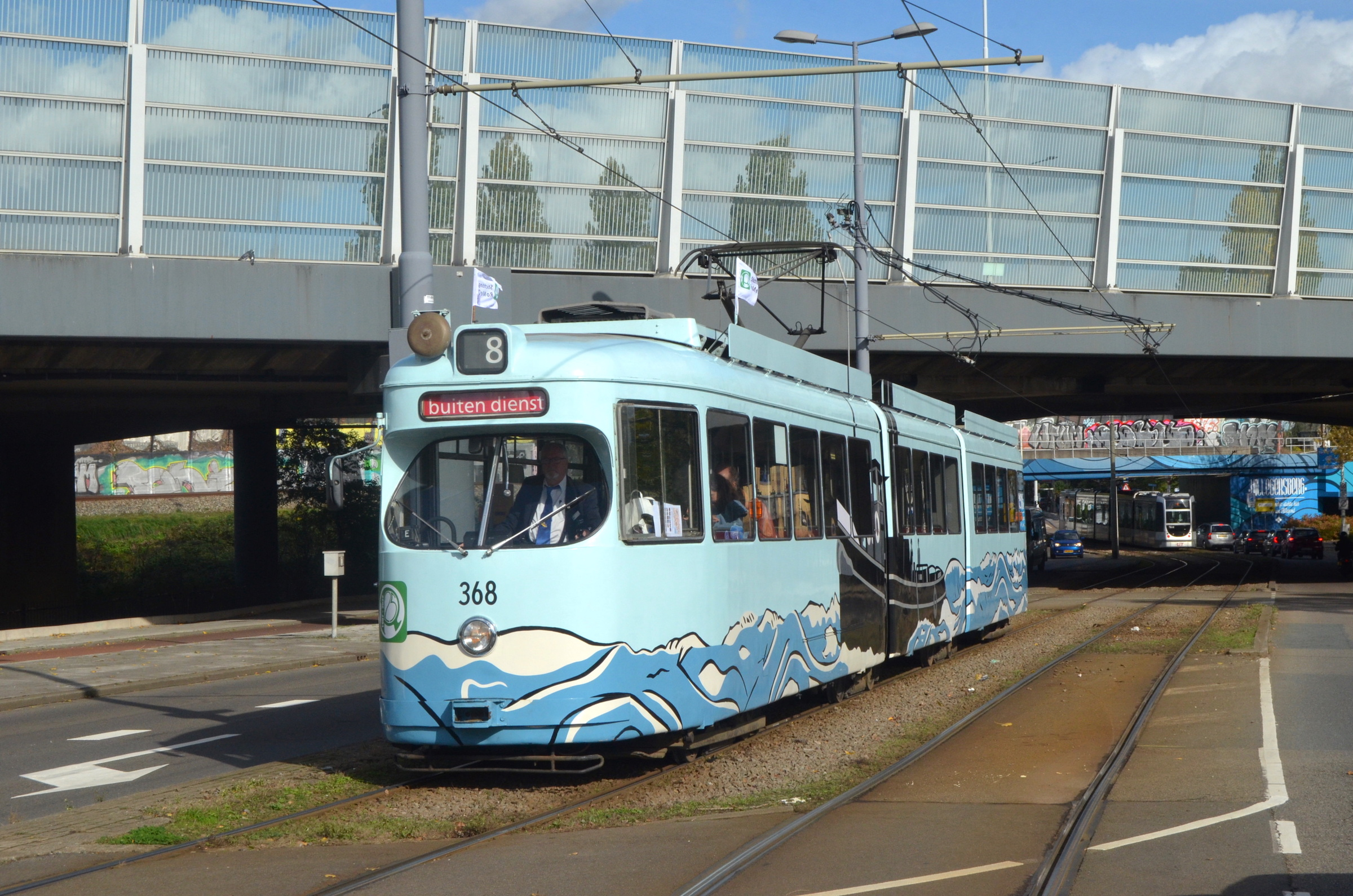
Düwag-dubbelgelede wagen 368 als 'Haventram' op de Bergwegbrug.
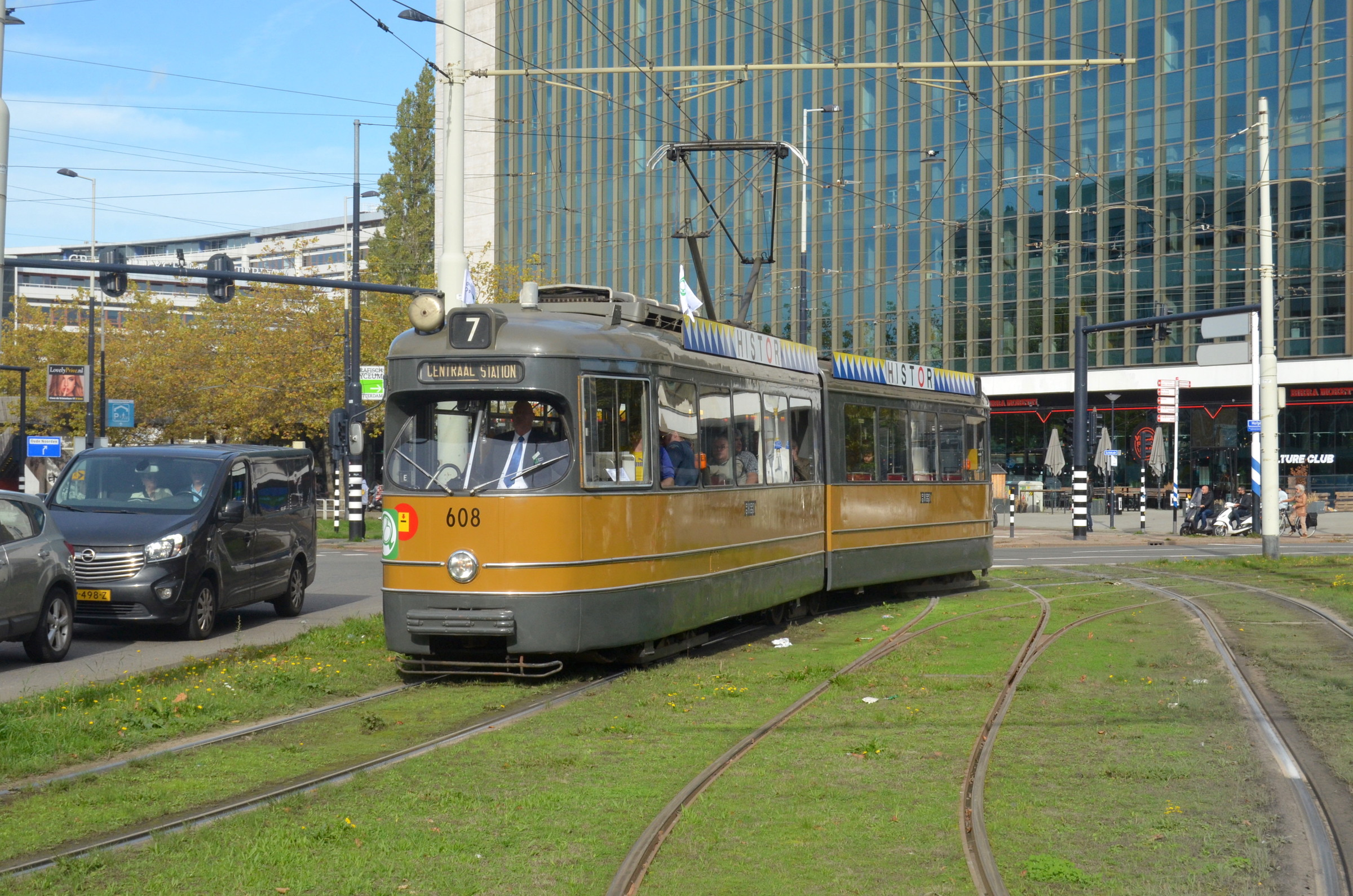
Werkspoor-enkelgelede wagen 608 op het Hofplein.
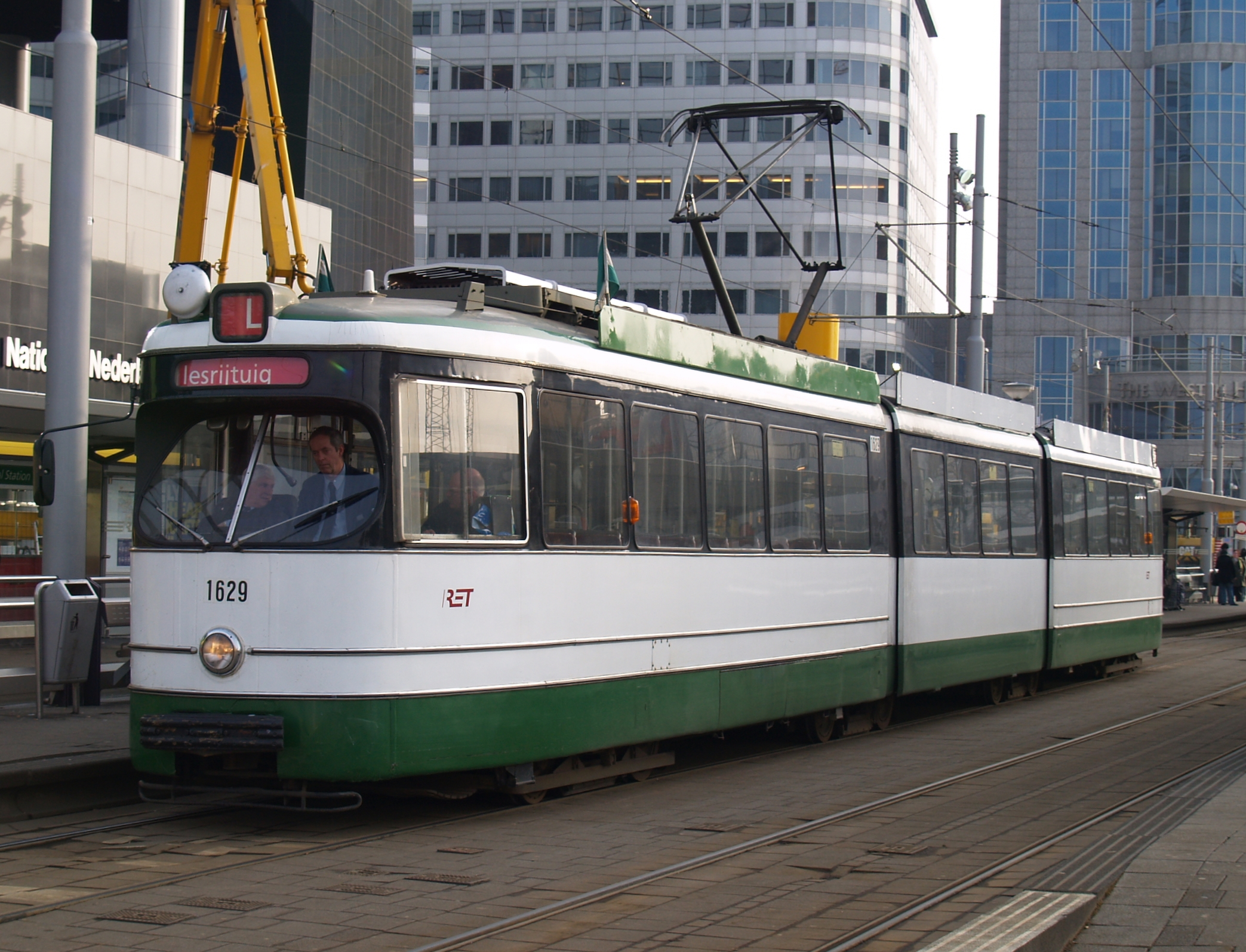
Werkspoor-dubbelgelede wagen 1629 (ex-629) op het Stationsplein in gebruik als instructiewagen; later restauranttram ('RotterTram').
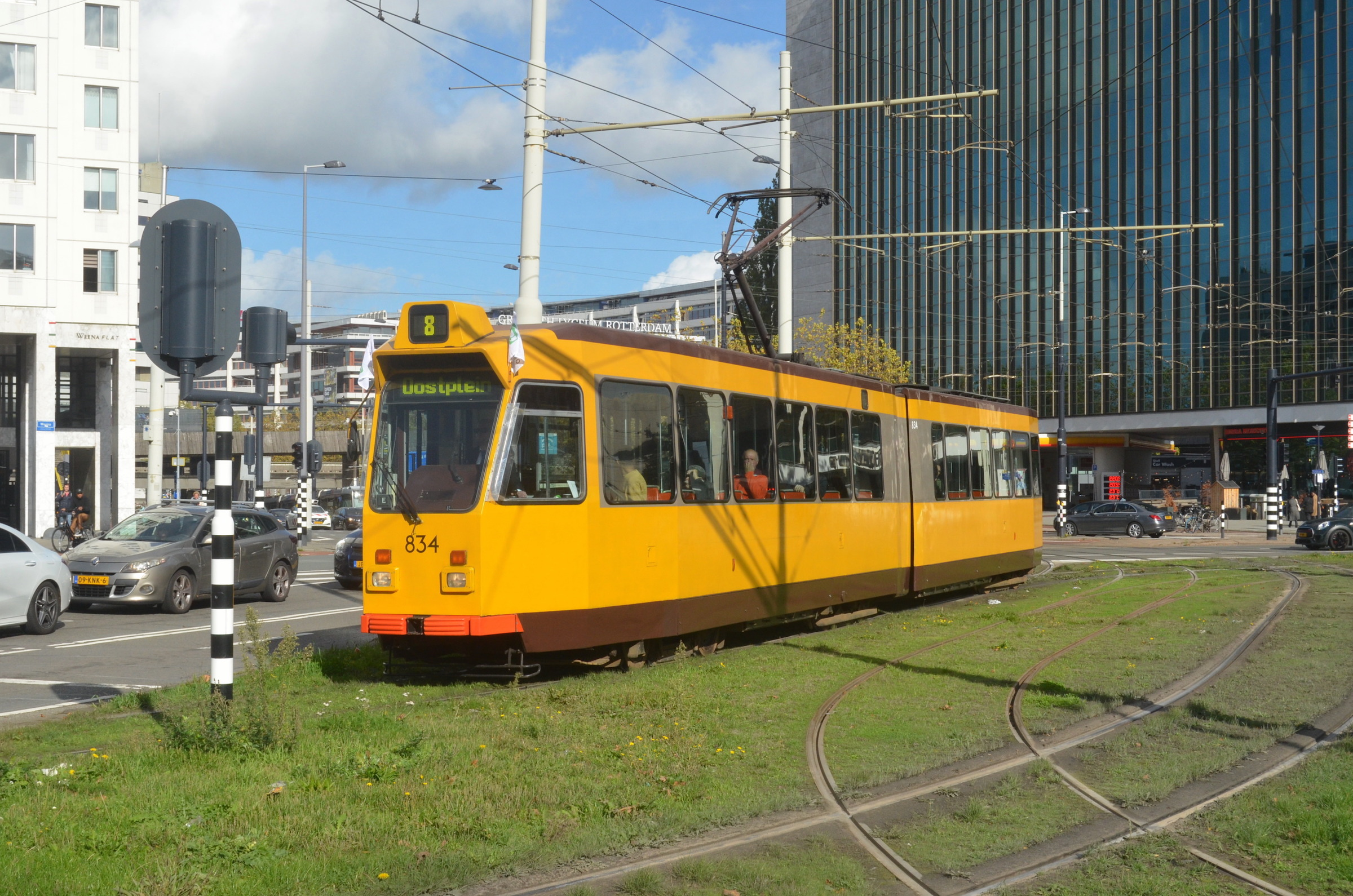
ZGT-enkelgelede wagen 834 op het Hofplein.

.